# Saint-Valery-sur-Somme
Pour les articles homonymes, voir Saint-Valery (homonymie).
Saint-Valery-sur-Somme (/sɛ̃.val.ʁi.syʁ.sɔm/) est une commune française située dans le département de la Somme et dans la région des Hauts-de-France.
Elle fait partie du parc naturel régional Baie de Somme - Picardie maritime depuis 2020.
La commune fait aussi partie des villages labellisés Pays d'art et d'histoire qui œuvrent à mettre en avant leur patrimoine,.
Saint-Valery-sur-Somme est l'un des trois ports de la baie de Somme, avec Le Crotoy et Le Hourdel (commune de Cayeux-sur-Mer).

## Géographie

### Localisation
Située sur l'estuaire de la Somme, Saint-Valery-sur-Somme est un bourg picard du Vimeu.
À vol d'oiseau, la commune est située à 10 km au sud de Rue, 17 km au nord-ouest d'Abbeville et à 58 km au nord-ouest d'Amiens.
Le territoire de la commune est limitrophe de ceux de trois communes.
Les communes limitrophes sont  Boismont, Estrébœuf et Pendé.

### Géomorphologie et relief
Saint-Valery est située sur un promontoire qui domine l'estuaire de la Somme. Il se trouvait vraisemblablement au Moyen Âge à l'extrémité de chenaux traversables à gué depuis Le Crotoy.

### Hydrographie

#### Réseau hydrographique
La commune est située dans le bassin Artois-Picardie. Elle est drainée par l'Avalasse, le Contre-fossé Rg canal Maritime d'Abbeville à Saint-Valéry-sur-Somme, l'Amboise et le ruisseau de Drancourt,.
Le canal de la Somme, construit entre 1770 et 1827, et mis au gabarit Freycinet en 1880, est long 170 km. Il débute à Saint-Simon où il touche au canal de Saint-Quentin et débouche dans la baie de Somme.
Le contre-fossé du canal maritime d'Abbeville à Saint-Valéry-sur-Somme, d'une longueur de 14 km, prend sa source dans la commune de Abbeville et se jette  dans la baie de Somme sur la commune, après avoir traversé six communes.

Bassin de la Somme.
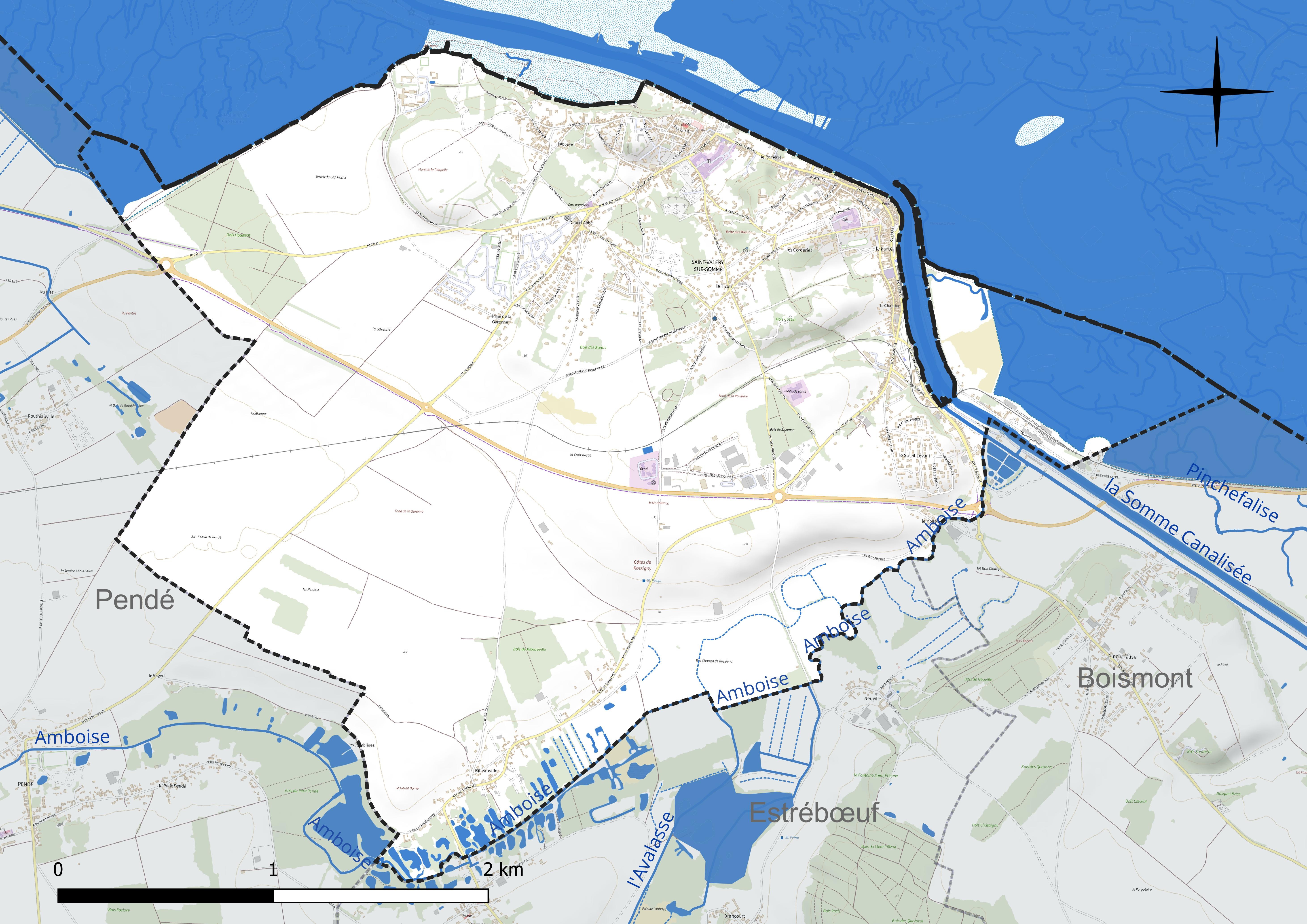
Réseau hydrographique de Saint-Valery-sur-Somme.

#### Gestion et qualité des eaux
Le territoire communal est couvert par le schéma d'aménagement et de gestion des eaux (SAGE) « Somme aval et Cours d'eau côtiers ». Ce document de planification concerne un territoire de 1 835 km2 de superficie, délimité par le bassin versant de la Somme canalisée. Le périmètre a été arrêté le 29 avril 2010 et le SAGE proprement dit a été approuvé le 6 août 2019. La structure porteuse de l'élaboration et de la mise en œuvre est le syndicat mixte d'aménagement hydraulique du bassin versant de la Somme (AMEVA).
La qualité des cours d'eau peut être consultée sur un site dédié géré par les agences de l'eau et l'Agence française pour la biodiversité.

### Climat
Pour des articles plus généraux, voir Climat des Hauts-de-France et Climat de la Somme.
En 2010, le climat de la commune est de type climat océanique franc, selon une étude du CNRS s'appuyant sur une série de données couvrant la période 1971-2000. En 2020, Météo-France publie une typologie des climats de la France métropolitaine dans laquelle la commune est exposée à un climat océanique et est dans la région climatique Côtes de la Manche orientale, caractérisée par un faible ensoleillement (1 550 h/an) ; forte humidité de l'air (plus de 20 h/jour avec humidité relative > 80 % en hiver), vents forts fréquents.
Pour la période 1971-2000, la température annuelle moyenne est de 10,8 °C, avec une amplitude thermique annuelle de 12,7 °C. Le cumul annuel moyen de précipitations est de 795 mm, avec 13 jours de précipitations en janvier et 8,5jours en juillet. Pour la période 1991-2020, la température moyenne annuelle observée sur la station météorologique la plus proche, située sur la commune de Cayeux-sur-Mer à 10 km à vol d'oiseau, est de 11,4 °C et le cumul annuel moyen de précipitations est de 761,1 mm,. Pour l'avenir, les paramètres climatiques de la commune estimés pour 2050 selon différents scénarios d'émission de gaz à effet de serre sont consultables sur un site dédié publié par Météo-France en novembre 2022.

#### Risques naturels
La commune présente un risque de submersion marine.

### Voies de communication et transports
- Voies ferrées : ancien chemin de fer économique — dénommé ainsi parce que doté de la voie métrique, moins coûteuse en ouvrages d'art que la voie normale — le chemin de fer de la baie de Somme relie Saint-Valery à Noyelles-sur-Mer et Saint-Valery à Cayeux-sur-Mer et fut exploitée régulièrement de 1858 à 1972. Aujourd'hui, c'est une navette d'autocars qui effectue ce service, assurant des correspondances avec certains Intercités Paris – Boulogne ainsi qu'avec les trains de Transport express régional (TER). La ligne fut reprise partiellement par l'association CFBS à partir de 1971 puis complètement dès 1973 à des fins touristiques. Ce chemin de fer permet aujourd'hui de relier Cayeux-sur-Mer / Saint-Valery / Le Crotoy en passant par la gare de Noyelles-sur-Mer, assurant également, l'été, une correspondance avec le train de Paris.

La ville de Saint-Valery dispose de trois gares ou arrêts sur la ligne : Saint-Valery-Ville, Saint-Valery-Port et Saint-Valery-Canal.
Le dépôt et atelier du matériel est installé à la gare de Saint-Valery-Canal. Saint-Valery-Port dispose d'une plaque tournante.

## Urbanisme

### Typologie
Au 1er janvier 2024, Saint-Valery-sur-Somme est catégorisée bourg rural, selon la nouvelle grille communale de densité à sept niveaux définie par l'Insee en 2022. Elle appartient à l'unité urbaine de Saint-Valery-sur-Somme, une unité urbaine monocommunale constituant une ville isolée,. La commune est en outre hors attraction des villes,.
La commune, bordée par la Manche, est également une commune littorale au sens de la loi du 3 janvier 1986, dite loi littoral. Des dispositions spécifiques d'urbanisme s'y appliquent dès lors afin de préserver les espaces naturels, les sites, les paysages et l'équilibre écologique du littoral, comme le principe d'inconstructibilité, en dehors des espaces urbanisés, sur la bande littorale des 100 mètres, ou plus si le plan local d'urbanisme le prévoit.

### Occupation des sols
L'occupation des sols de la commune, telle qu'elle ressort de la base de données européenne d'occupation biophysique des sols Corine Land Cover (CLC), est marquée par l'importance des territoires agricoles (73,1 % en 2018), en diminution par rapport à 1990 (74,4 %). La répartition détaillée en 2018 est la suivante : terres arables (45,9 %), prairies (24,2 %), zones urbanisées (14,3 %), zones humides côtières (8,1 %), forêts (4,1 %), zones agricoles hétérogènes (3,1 %), zones humides intérieures (0,3 %). L'évolution de l'occupation des sols de la commune et de ses infrastructures peut être observée sur les différentes représentations cartographiques du territoire : la carte de Cassini (XVIIIe siècle), la carte d'état-major (1820-1866) et les cartes ou photos aériennes de l'IGN pour la période actuelle (1950 à aujourd'hui).

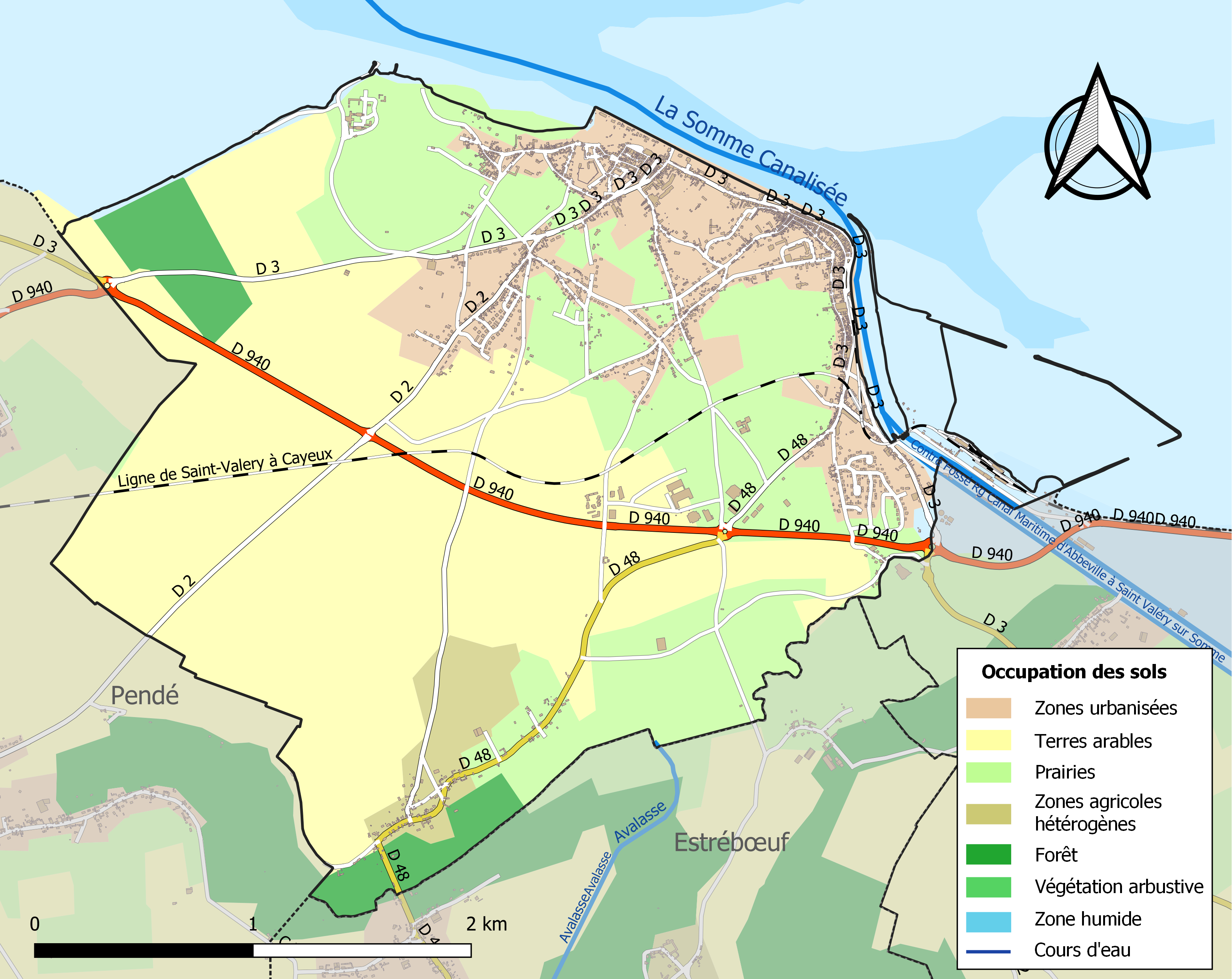
Carte des infrastructures et de l'occupation des sols de la commune en 2018 (CLC).

### Habitat
L'agglomération de Saint-Valery est composée de trois entités : la ville haute, la ville basse appelée la Ferté où se trouve le port, et le quartier de l'abbaye en prolongement de la vieille ville.
- La vieille ville ou ville haute a gardé en partie son aspect médiéval avec ses rues étroites, deux portes fortifiées, les remparts et l'église Saint-Martin. Constitué de maisons étroites qui descendent vers le port, le quartier des marins de Saint-Valery s'appelle le « Courtgain ».
- La ville basse s'est développé le long du port et du canal de la Somme.
- Le hameau de Ribeauville limitrophe de la commune d'Estrébœuf, constitue une extension de la commune valéricaine.

À l'instar du Crotoy, la ville a instauré le stationnement payant sur tout son territoire. Les procès-verbaux dressés par la police municipale ne sont pas sans incidence sur les activités commerciales, artisanales et de restauration.
Le creusement du canal de la Somme au XIXe siècle et la construction du chemin de fer de Noyelles à Saint-Valery ont accentué l'ensablement de la baie. Malgré l'envasement de la baie de Somme et le déclin des ressources halieutiques, le bourg garde un attrait touristique certain.

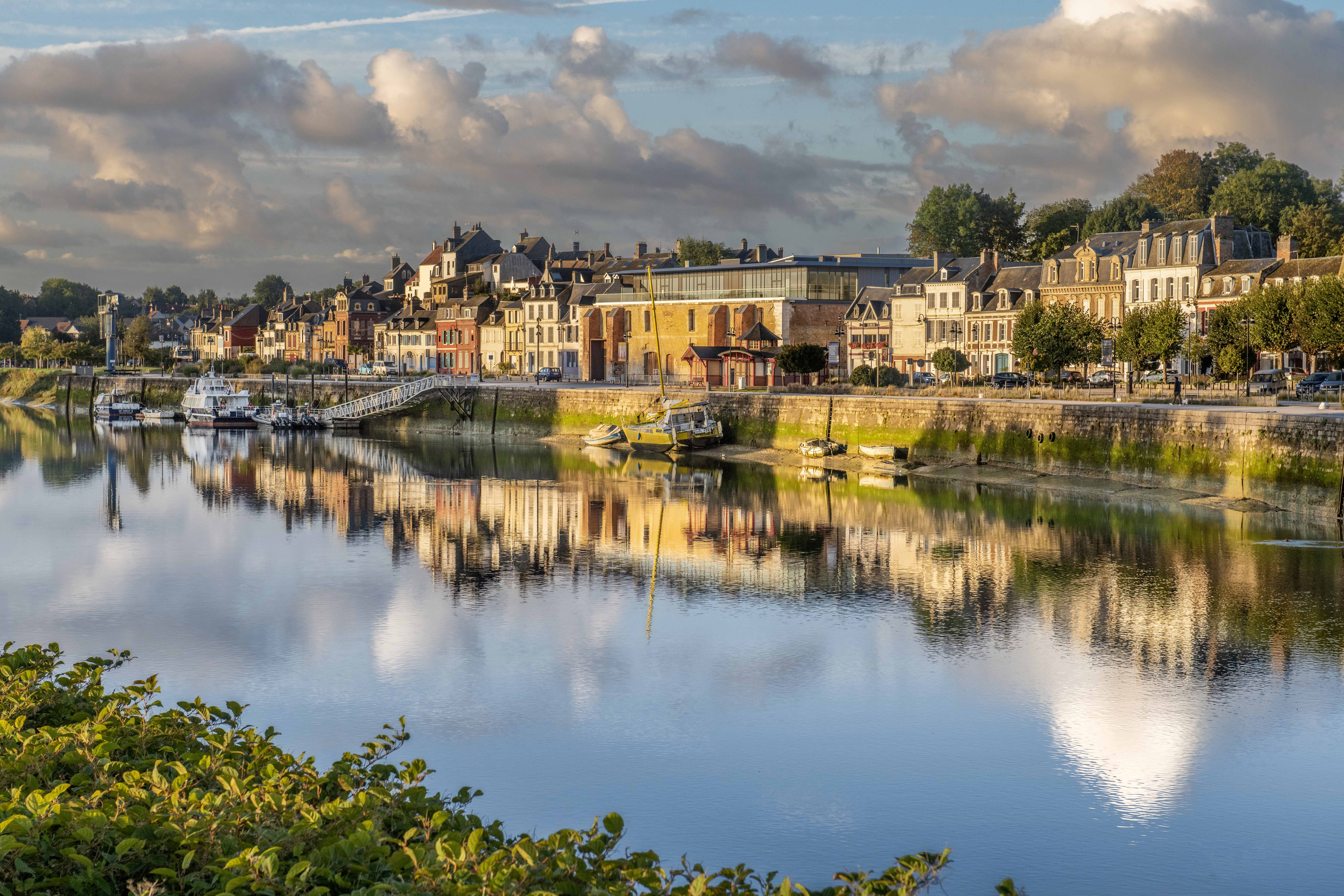
Le port de Saint Valery sur Somme. Quai Lejoille vu de la digue nord.

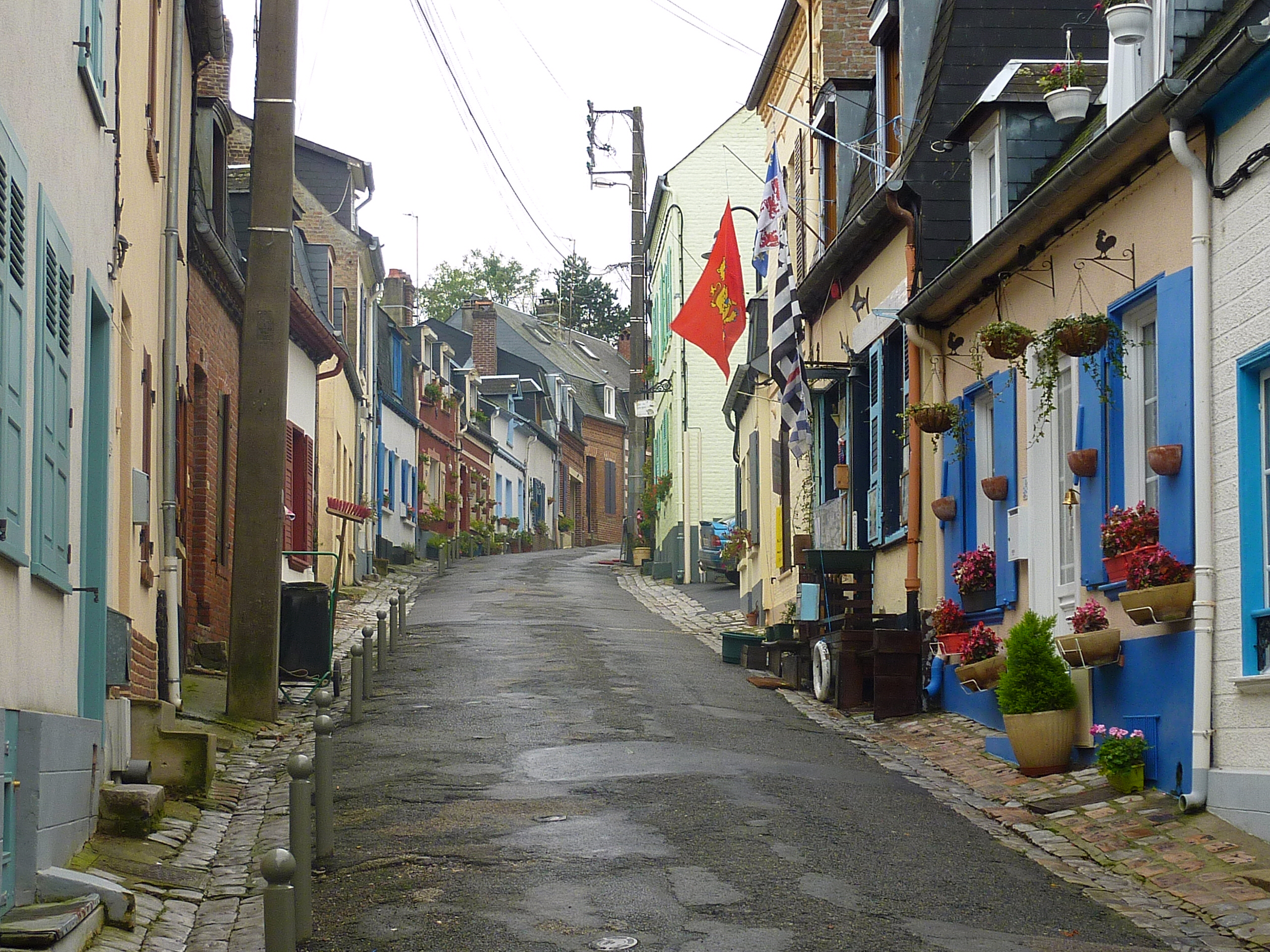
Rue des Moulins, typique du quartier des marins (Courtgain).
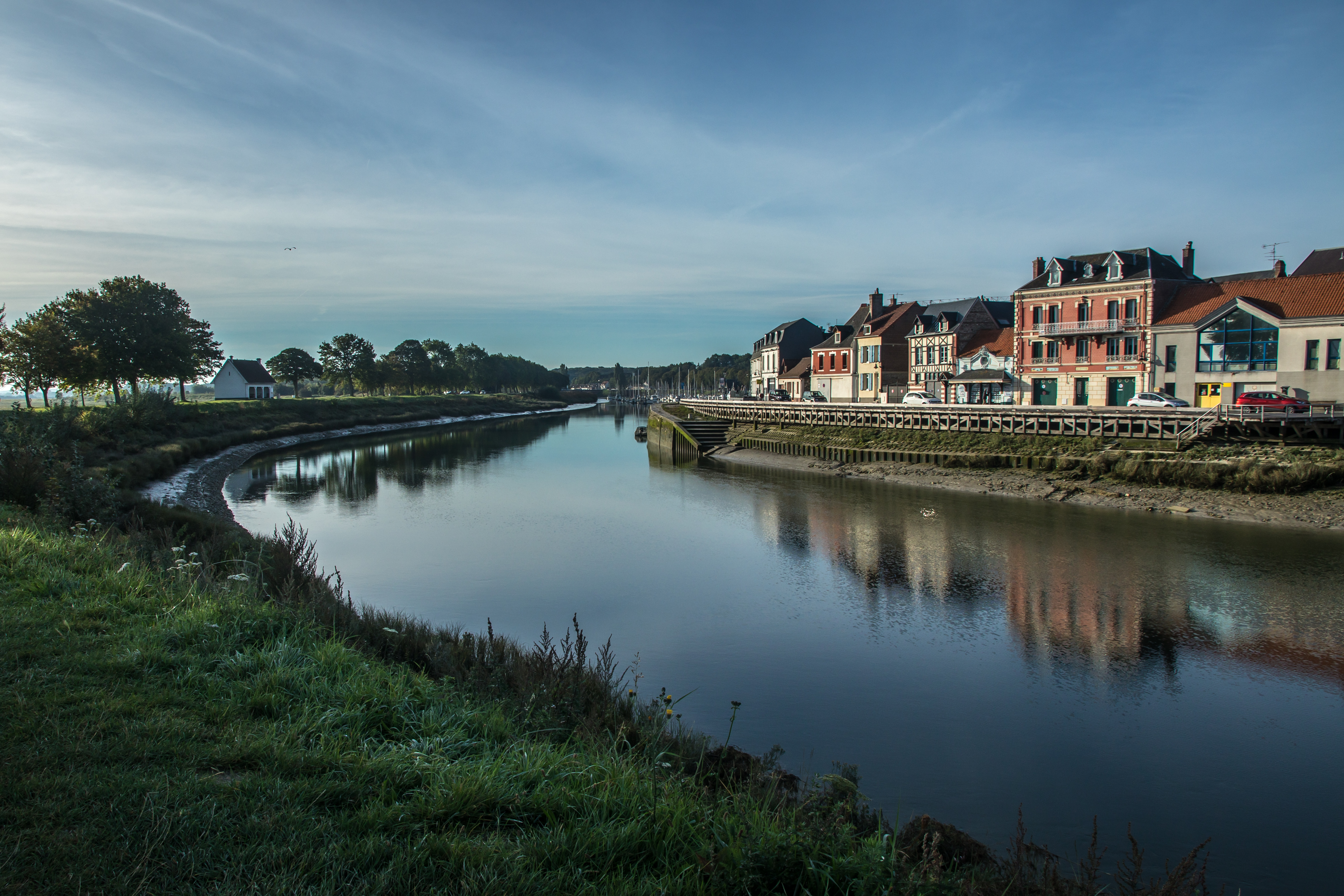
Vue de Saint-Valery-sur-Somme et du canal de la Somme depuis le phare.
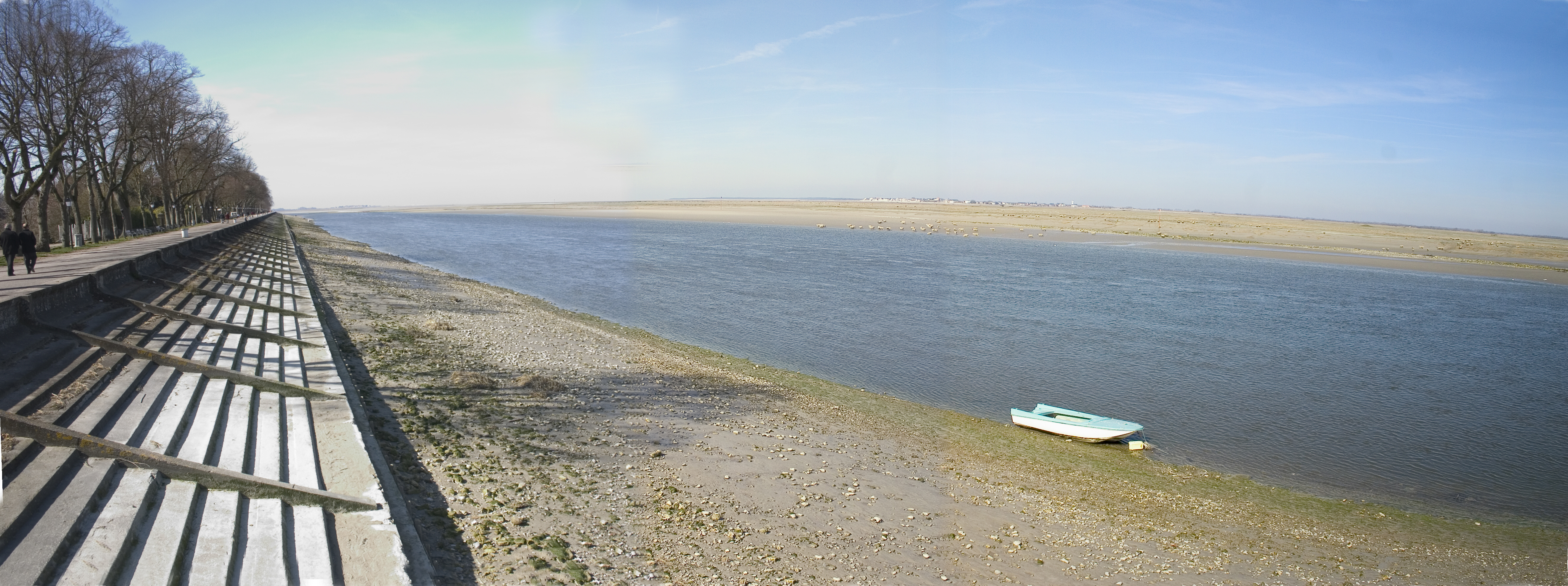
L'embouchure de la Somme.

### Voies de communication et transports

#### Voies routières
- Voies routières : la localité est desservie par les lignes d'autocars du réseau Trans'80, Hauts-de-France, chaque jour de la semaine sauf le dimanche et les jours fériés[27].

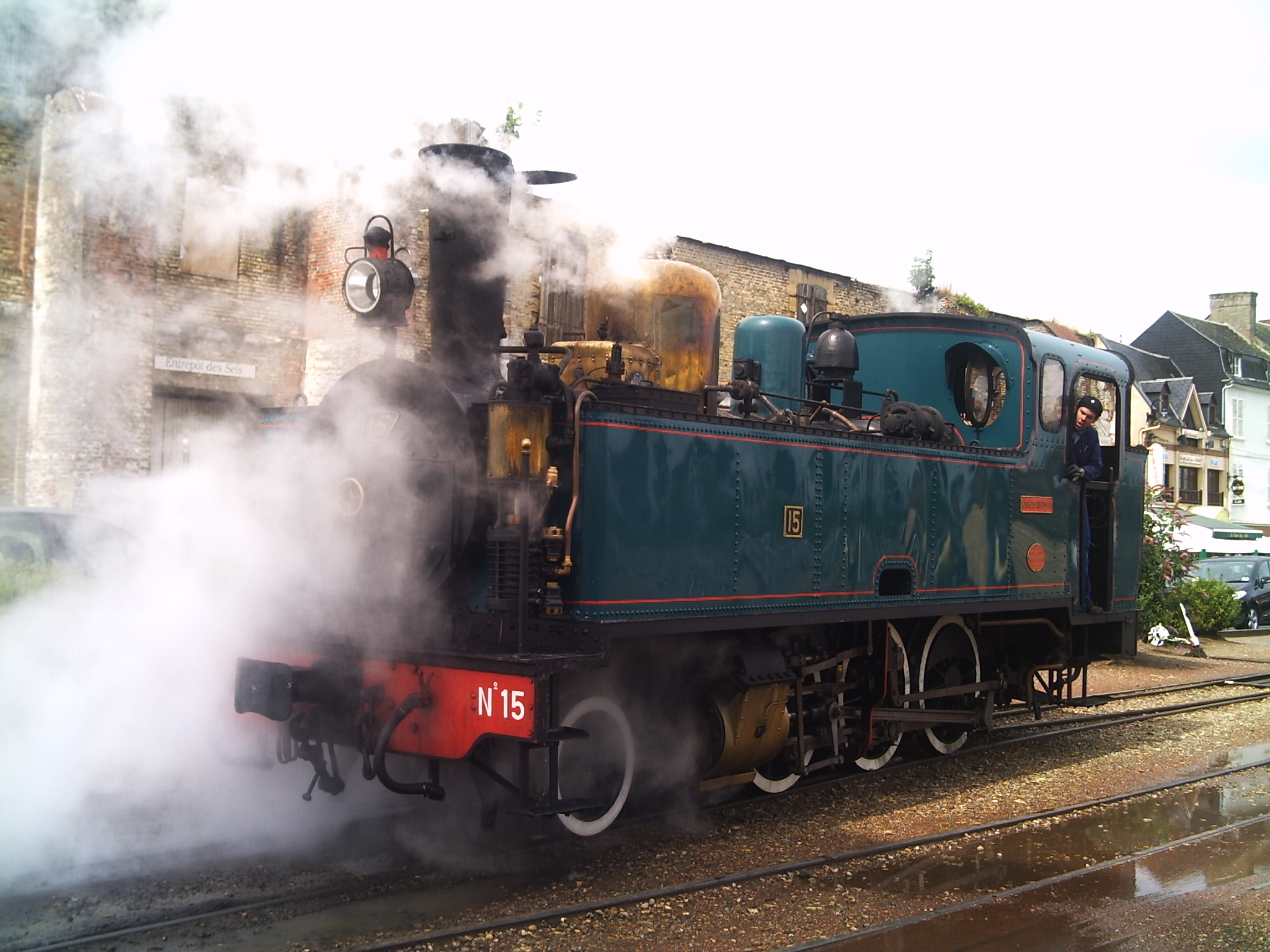
Locomotive 130T Haine-St-Pierre No 15 du Chemin de fer de la baie de Somme.

## Toponymie
Primitivement appelé Leuconaus, la ville prit le nom de saint Valery au Xe siècle. Saint-Valery s'écrit Saint-Wary en picard. Le nom est sans rapport avec le latin Valerius dont sont issus Valère et Valérie. Il procède du nom germanique Walaric, ce qui explique le e muet. On retrouve le même phénomène dans la commune de Saint-Valery-en-Caux (Seine-Maritime).
Le toponyme Saint-Valery se référe à Valery de Leuconay.
Durant la Révolution, la commune porta les noms de La Montagne-sur-Somme et de Port-Somme.

## Histoire

### Préhistoire
Le promontoire sur lequel est construite la ville de Saint-Valery, a probablement abrité un oppidum gaulois voire préhistorique

### Antiquité
Il est possible que les Romains aient fondé une agglomération dans l'anse abritée par le cap Hornu. On a retrouvé à Saint-Valery, des monnaies romaines et quelques monnaies grecques.

### Moyen Âge

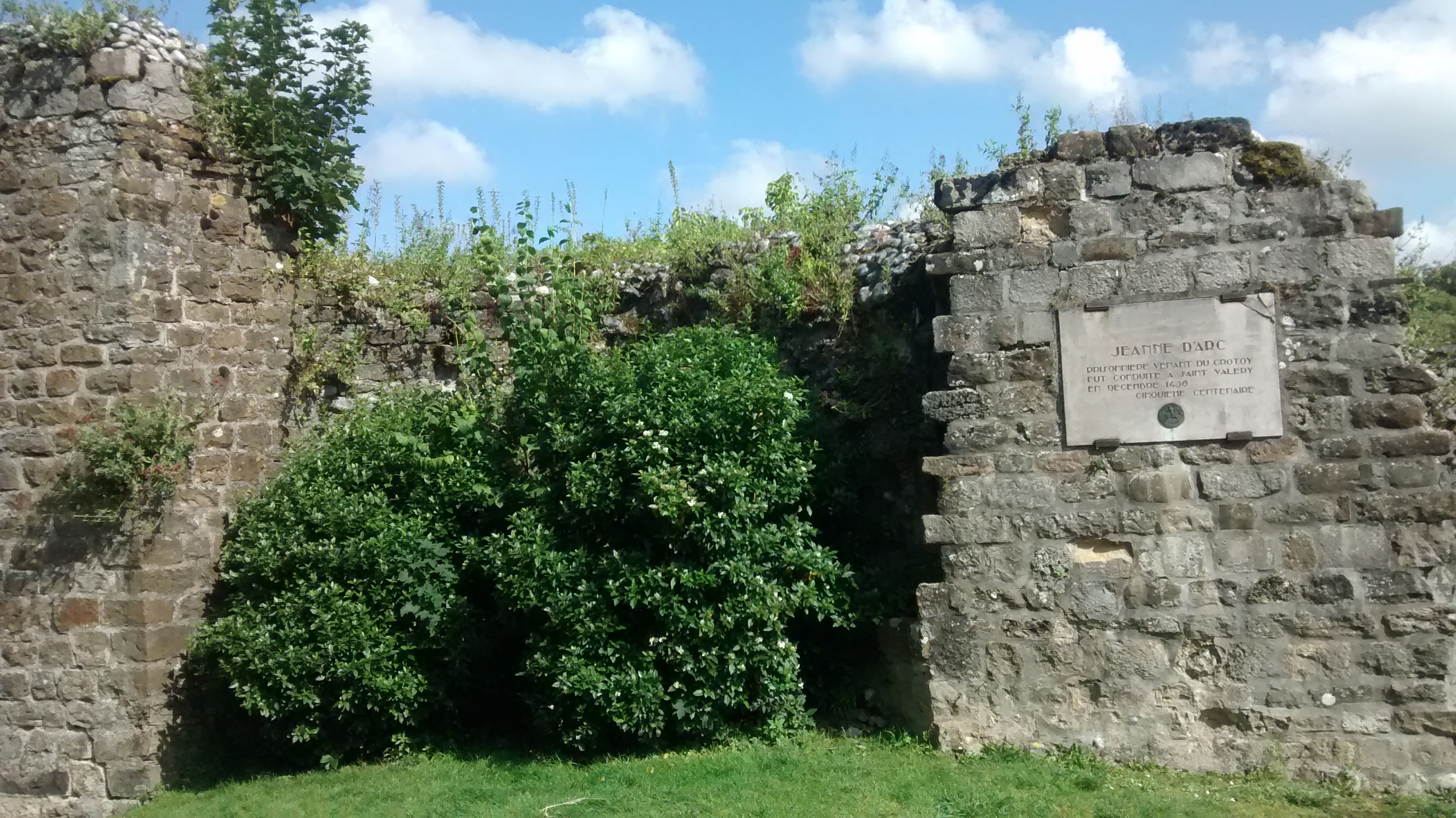
Plaque indiquant le passage de Jeanne d'Arc
à Saint-Valery-sur-Somme.

Selon l'hagiographie du diocèse d'Amiens, le roi Clotaire II aurait octroyé l'ancien domaine gallo-romain de Leucone au saint éponyme, Valery (né en Auvergne vers 565, mort le 12 décembre 622 au cap Hornu). Leucone resta un lieu de pèlerinage jusqu'au XIe siècle.
Hugues Capet, en 981, passa le gué de Blanquetaque pour s'emparer des reliques de Valery de Leuconay. La ville médiévale s'est constituée vers cette époque autour du sanctuaire de Saint-Valery. Sa position géographique, sur la route de Rouen à Boulogne, ainsi que la possibilité de passer l'estuaire à gué à certaines heures, en firent un lieu de transit important.
Un épisode de la conquête de l'Angleterre par Guillaume le Conquérant s'est tenu à Saint-Valery-sur-Somme : après son départ de Normandie, des vents et des conditions météorologiques défavorables ont contraint l'armée normande à se réfugier dans la baie de Saint-Valery en attendant le moment propice pour réembarquer, ce qui aura lieu fin septembre 1066,. Saint-Valery pouvait être approvisionnée en bois par l'ancienne forêt de Crécy, bien plus étendue qu'aujourd'hui.
Saint-Valery et le Vimeu rendaient l'hommage féodal au comte de Ponthieu. Vers 1210 Aénor/Aliénor (1192-1250), dame de Saint-Valery, fille de Thomas de St-Valery et d'Adèle de Ponthieu, épousa Robert III de Dreux : St-Valery est désormais aux mains des comtes de Dreux jusqu'à Jeanne II de Dreux, femme de Louis de Thouars en 1330.
En 1358-1359, le connétable Robert de Fiennes, lieutenant du roi en Picardie, et le comte de Saint-Pol, Guy V de Châtillon-Saint-Pol, firent le siège de la ville tombée en 1356 aux mains des partisans du roi de Navarre et comte d'Evreux, Charles le Mauvais (dont la grand-mère maternelle, Marguerite de Bourgogne, était par sa propre grand-mère Yolande une arrière-petite-fille d'Aénor de St-Valey et Robert III de Dreux) ; les Navarrais dominent alors le pays entre Dieppe et Abbeville. 
Mécontent de la passivité de Jeanne de Dreux face aux Navarrais, le régent Charles confisque St-Valery et le donne à Jean d'Artois, comte d'Eu (marié à Isabelle de Melun, veuve de Pierre de Dreux qui était un demi-frère de Jeanne II de Dreux). La fille aînée d'Isabelle de Melun et Jean d'Artois-Eu, Jeanne d'Artois (1353-† ap. 1420), éphémère épouse en 1365 de Simon de Thouars (fils aîné de Jeanne II de Dreux et Louis de Thouars), est à son tour la dame de St-Valery. 
La succession passe après elle aux Bourgogne (Valois)-Nevers : à Philippe, mari de Bonne d'Artois-Eu (1394-1425), une petite-fille de Jean d'Artois et d'Isabelle de Melun, donc une nièce de Jeanne d'Artois ; puis à leur fils Jean et à sa fille Elisabeth de Bourgogne-Eu, femme en 1456 de Jean de Clèves (comme tous les Valois issus de Philippe VI et Jeanne de Bourgogne, les Nevers-Eu sont par Yolande des descendants des Dreux et donc des anciens sires de St-Valery).
Henriette de Clèves (1542-1601), duchesse de Nevers et dame de St-Valery, arrière-arrière-petite-fille d'Elisabeth et Jean de Clèves, marie Louis de Gonzague en 1565. Leur petite-fille la reine Louise-Marie (1611-1667), fille de Charles de Gonzague-Mantoue, hérite de St-Valery qu'elle vend en 1640 à Nicolas-Joachim Rouault (1621-1687), marquis de Gamaches et comte de Cayeux (désormais aussi connu sous le nom de comte ou marquis de Saint-Valery), lieutenant-général, gouverneur de St-Valery-sur-Somme (un descendant du maréchal Joachim), dont la postérité exerça la seigneurie jusqu'à la Révolution. 
Il existe, aujourd'hui encore, également d'importants vestiges, témoignant notamment du passage de Jeanne d'Arc dans cette cité, en décembre 1430.

### Époque moderne
Pendant les guerres de Religion, le capitaine huguenot François de Cocqueville prit Saint-Valery en juin 1568. Il fut battu le 18 juillet à la bataille de Saint-Valery par le gouverneur de Picardie Timoléon de Cossé. Seuls 300 huguenots en réchappèrent.
Ensuite, le maréchal de Cossé reprit Saint-Valery et y massacra les protestants.
Constitué de maisons étroites qui descendent vers le port, le quartier des marins de Saint-Valery s'appelle le « Courtgain », allusion aux maigres salaires que percevaient autrefois ses habitants. Au retour des bateaux, spécialisés dans la crevette et le hareng, les femmes s'employaient à mettre le poisson en conserve dans du sel. Cette activité a disparu depuis que Saint-Valery n'abrite pratiquement plus d'embarcations de pêche.
À la fin du XVIIIe siècle, le comte d'Artois, frère de Louis XVI, le futur Charles X, voulut transformer l'abbaye de Saint-Valery-sur-Somme qui n'accueillait plus que neuf moines, en hôpital maritime.

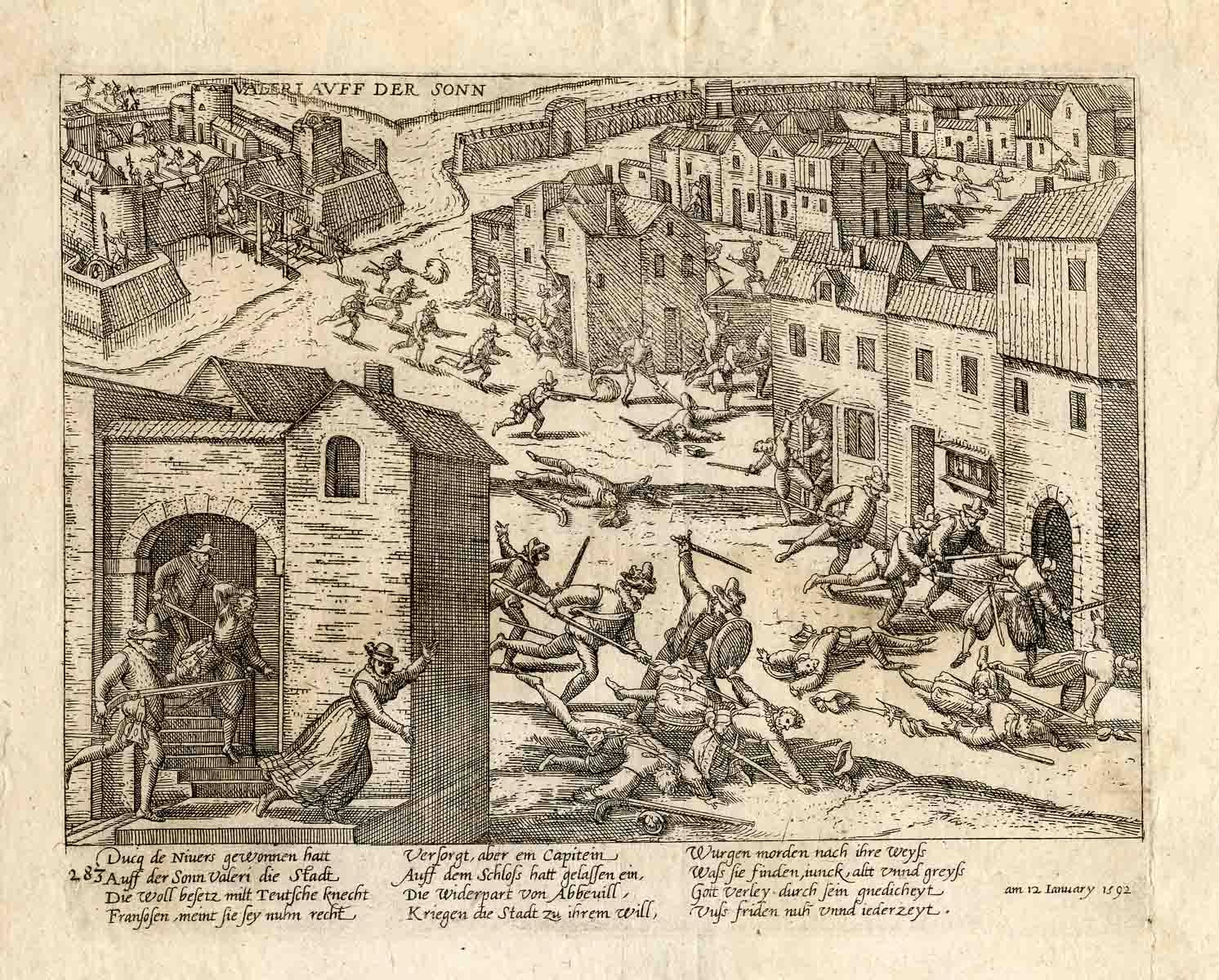
Massacre à Saint-Valeri, gravure de Frans Hogenberg (XVIe siècle).
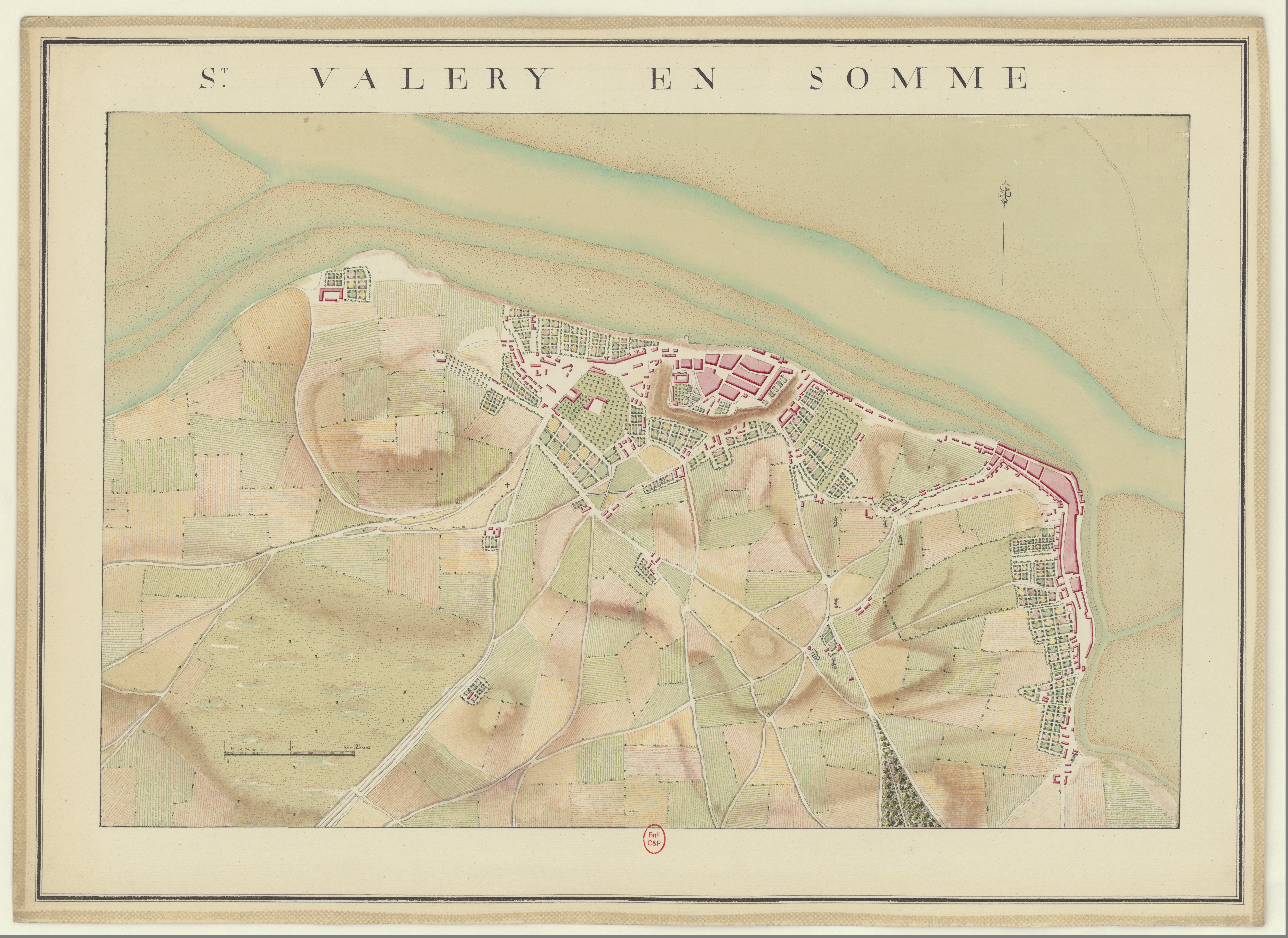
Saint-Valery-sur-Somme, série de plans des ports de France, 1777.
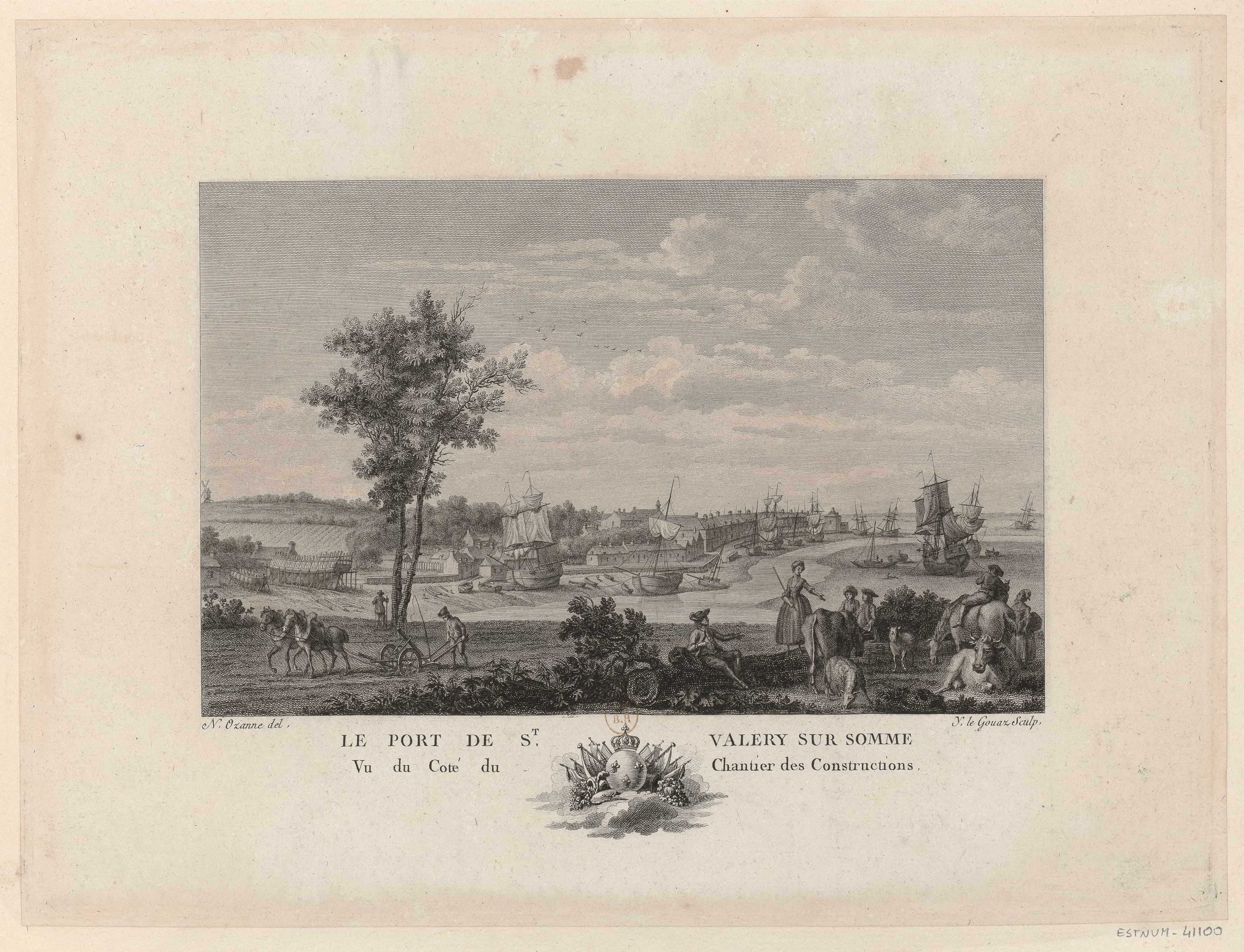
Le port de Saint-Valery-sur-Somme du côté du chantier des constructions, par Nicolas Ozanne.
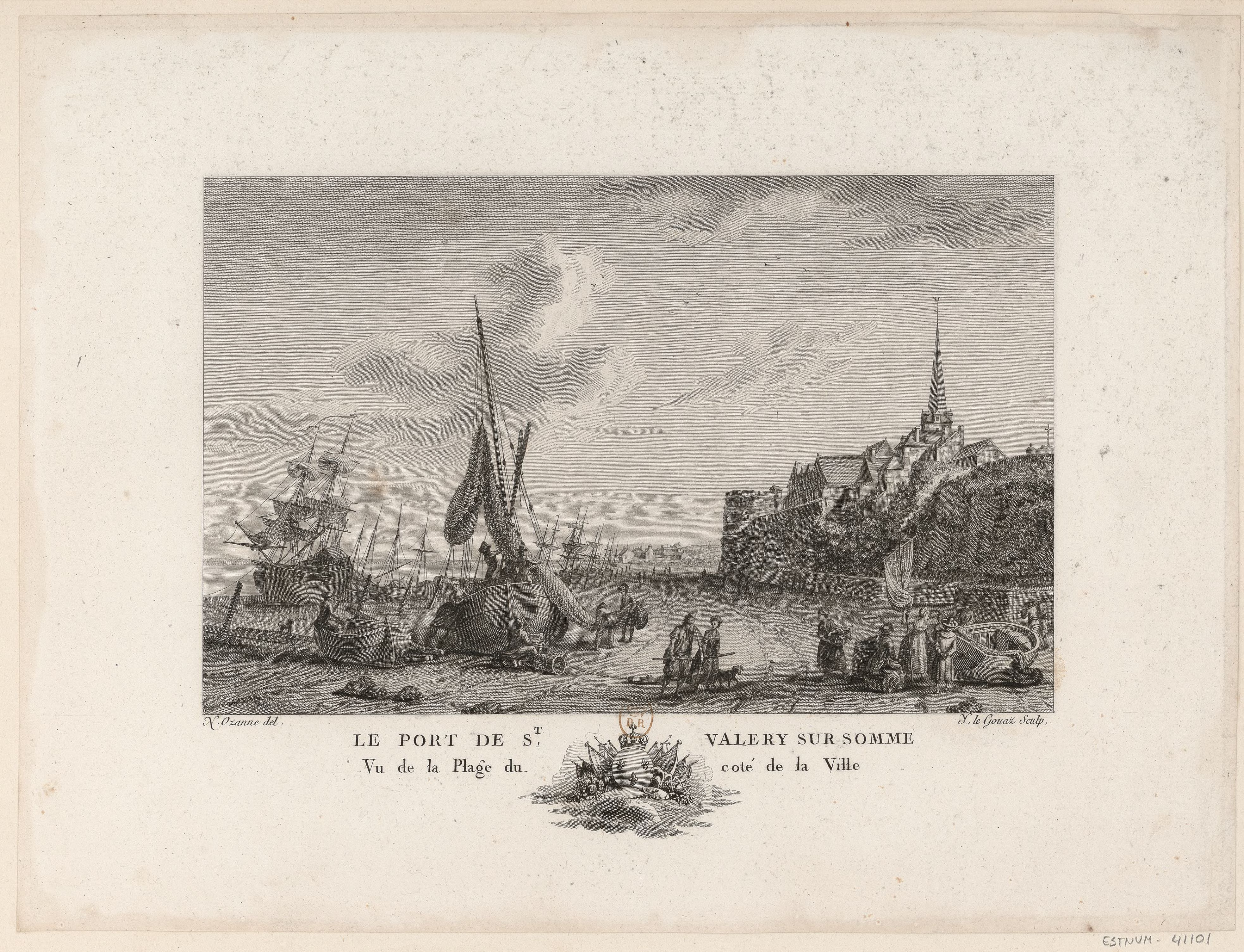
Le port de Saint-Valery-sur-Somme vu de la plage, du côté de la ville, par Nicolas Ozanne.

### Époque contemporaine

#### De la Révolution française à la Restauration
Déclarée bien national à la Révolution, l'abbaye fut désaffectée puis vendue.
En 1790, une Société populaire fut créée à Saint-Valery ; elle était affiliée au Club des jacobins de Paris.
Napoléon Ier se rendit à deux reprises à Saint-Valery pour inspecter les travaux du canal de la Somme.
Le vieux château de Saint-Valery, dit « château du Romerel », était fortement délabré lorsque le conseiller général Mary (1791-1870) en fit l'acquisition pour 7 000 francs (21 août 1834), et en fit sa demeure.

#### Second Empire et début de laIIIeRépublique: arrivée du chemin de fer à Saint-Valery
- En 1847, la Compagnie du Nord mit en service la ligne Paris – Boulogne-sur-Mer, qui desservait la  gare de Noyelles. En 1858, un embranchement à voie normale reliant Saint-Valery-sur-Somme à Noyelles-sur-Mer était mis en service.
- En 1887, la société générale des chemins de fer économiques, concessionnaire du réseau des chemins de fer départementaux de la Somme mit en service la ligne Noyelles-Saint-Valery-Cayeux-sur-Mer, sous le régime des voies ferrées d'intérêt local.

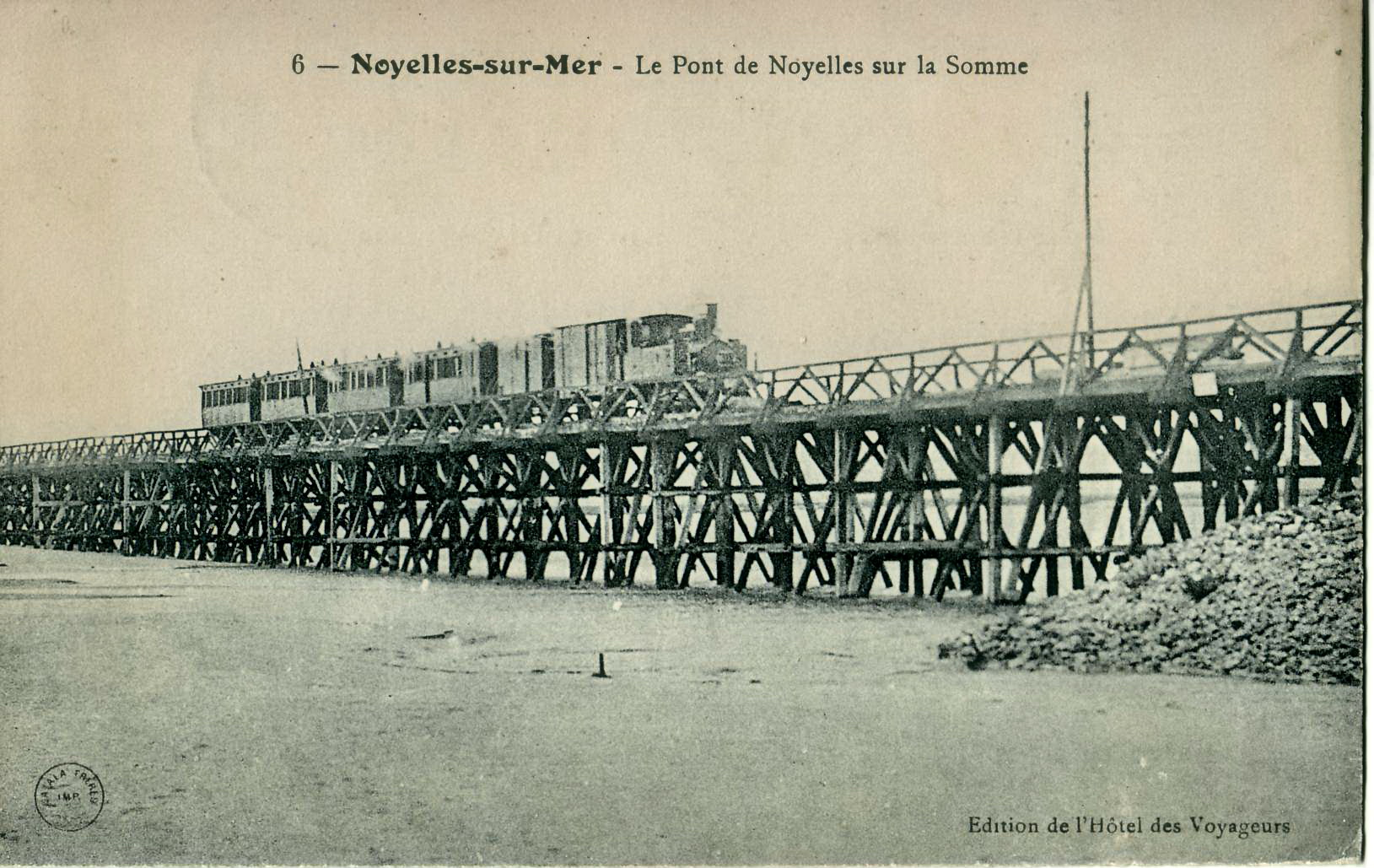
L'estacade du chemin de fer, dans la baie de la Somme.
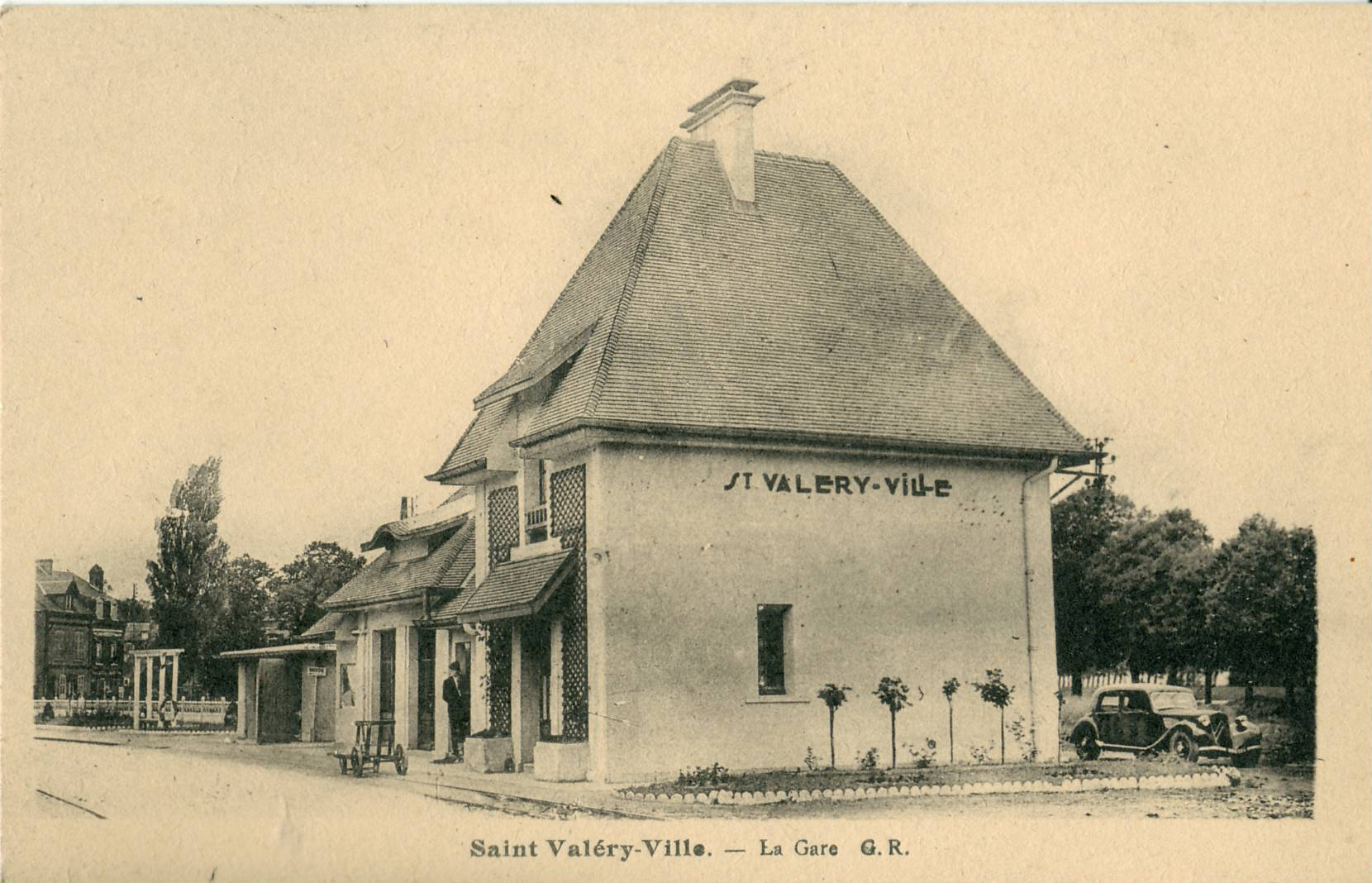
La gare de Saint-Valery-Ville, dans son style des années 1930

#### Première Guerre mondiale: Saint-Valery, base arrière britannique
De 1914 à 1918, le port de Saint-Valery connut une grande activité.
En août 1914, des réfugiés belges et français fuyant les zones de combat trouvèrent refuge à Saint-Valery. Plusieurs hôpitaux militaires furent aménagés dans la ville afin de soigner les blessés.
En 1915, les Britanniques utilisèrent le port de Saint-Valery pour le ravitaillement des troupes en munitions, en vin, en mâchefer, en bois… Le matériel militaire débarqué était ensuite véhiculé jusqu'à Saigneville où était installé l'un des plus importants dépôts de munitions britanniques. En 1916, le Royaume-Uni fit appel à des travailleurs chinois affectés à des tâches de manutention. La main-d'œuvre chinoise était cantonnée à Noyelles-sur-Mer.
En 1918, l'armée réalisa en 100 jours une ligne de chemin de fer stratégique dite ligne des 100 jours destinée à permettre les acheminements de militaires et de matériels de guerre afin de connecter, loin du feu ennemi, les lignes d'Abancourt à Amiens et de Boulogne-sur-Mer à Abbeville notamment. Cette ligne passait par l'estacade du chemin de fer Noyelles-Saint-Valery. Cette ligne, devenue inutile après la victoire et sans intérêt civil, a été détruite au début des années 1920.

#### Seconde Guerre mondiale: deux jeunes Valericains fusillés
Le 12 novembre 1940, étaient fusillés dans les fossés de la citadelle d'Amiens, Lucien Brusque, âgé de 21 ans à 10 h, et Émile Masson, âgé de 18 ans, tous deux valéricains, ainsi qu'un jeune batelier de 18 ans, « pour avoir agi comme franc-tireur et pour avoir commis des actes de violence et de sabotage de câbles téléphoniques au préjudice de l'armée allemande » selon la Cour martiale. Ce sont les deux premiers fusillés de Picardie. Pour effrayer la population, leur exécution fut annoncée par voie d'affiches sur lesquelles ils étaient qualifiés de « francs-tireurs ».

## Politique et administration

### Rattachements administratifs et électoraux
Rattachements administratifs
La commune se trouve depuis 1926 dans l'arrondissement d'Abbeville du département de la Somme.
Elle était depuis 1793 le chef-lieu  du canton de Saint-Valery-sur-Somme. Dans le cadre du redécoupage cantonal de 2014 en France, cette circonscription administrative territoriale a disparu, et le canton n'est plus qu'une circonscription électorale.
Rattachements électoraux
Pour les élections départementales, la commune fait partie depuis 2014 du canton d'Abbeville-2
Pour l'élection des députés, elle fait partie de la troisième circonscription de la Somme.

### Intercommunalité
Saint-Valery-sur-Somme était le siège de la  communauté de communes Baie de Somme Sud, un établissement public de coopération intercommunale (EPCI) à fiscalité propre créé fin 1997.
Dans le cadre des dispositions de la loi portant nouvelle organisation territoriale de la République du 7 août 2015, qui prévoit que les établissements publics de coopération intercommunale (EPCI) à fiscalité propre doivent avoir un minimum de 15 000 habitants, cette intercommunalité a fusionné avec ses voisines pour former, le 1er janvier 2017, la communauté d'agglomération de la Baie de Somme dont Saint-Valery est désormais membre et dont la ville principale est Abbeville.

### Tendances politiques et résultats
Lors du premier tour des élections municipales de 2020, la liste menée par le maire sortant, Stéphane Haussoulier (LR)  a obtenu la majorité absolue des suffrages, avec 66,47 % et 799 voix, devançant largement la liste menée par Francis Eynard (33,53 %, 403 voix), lors d'un scrutin marqué par 34,74 % d'abstention

### Budget et fiscalité 2020
En 2020, le budget de la commune était constitué ainsi :
- total des produits de fonctionnement : 4 079 000 €, soit 1 599 € par habitant ;
- total des charges de fonctionnement : 2 674 000 €, soit 1 049 € par habitant ;
- total des ressources d'investissement : 3 632 000 €, soit 1 424 € par habitant ;
- total des emplois d'investissement : 2 394 000 €, soit 939 € par habitant ;
- endettement : 1 471 000 €, soit 577 € par habitant.

Avec les taux de fiscalité suivants :
- taxe d'habitation : 16,13 % ;
- taxe foncière sur les propriétés bâties : 19,08 % ;
- taxe foncière sur les propriétés non bâties : 43,24 % ;
- taxe additionnelle à la taxe foncière sur les propriétés non bâties : 0,00 % ;
- cotisation foncière des entreprises : 0,00 %.

Chiffres clés Revenus et pauvreté des ménages en 2019 : médiane en 2019 du revenu disponible, par unité de consommation : 21 350 €.

### Distinctions et labels
Saint-Valery-sur-Somme est une ville titulaire de la croix de guerre 1939-1945 avec étoile d'argent (voir paragraphe Héraldique).
Ville fleurie : quatre fleurs ont été attribuées en 2012 à la ville de Saint-Valery-sur-Somme par le Conseil des Villes et Villages Fleuris de France au Concours des villes et villages fleuris.
Le label « 4 Fleurs » est renouvelé en 2021 par le jury national, qui attribue également à la ville de Saint-Valery-sur-Somme le Prix national de l'attractivité touristique pour toutes les actions mises en place pour les touristes.
En septembre 2022, le label des villes et villages a été renouvelé au niveau national pour Saint-Valery-sur-Somme.

### Jumelages
La commune de Saint-Valery-sur-Somme est jumelée avec :
- Renaix (Belgique) ;
- Battle (Angleterre) (Royaume-Uni) ;
- Herstelle (Allemagne).

## Population et société
Les habitants de la commune s'appellent les Valericains.

### Démographie

#### Évolution démographique
L'évolution du nombre d'habitants est connue à travers les recensements de la population effectués dans la commune depuis 1793. Pour les communes de moins de 10 000 habitants, une enquête de recensement portant sur toute la population est réalisée tous les cinq ans, les populations de référence des années intermédiaires étant quant à elles estimées par interpolation ou extrapolation. Pour la commune, le premier recensement exhaustif entrant dans le cadre du nouveau dispositif a été réalisé en 2007.

En 2022, la commune comptait 2 350 habitants, en évolution de −8,27 % par rapport à 2016 (Somme : −1,26 %, France hors Mayotte : +2,11 %).
| 1793  | 1800  | 1806  | 1821  | 1831  | 1836  | 1841  | 1846  | 1851  |
| ----- | ----- | ----- | ----- | ----- | ----- | ----- | ----- | ----- |
| 3 639 | 3 183 | 3 123 | 3 224 | 3 265 | 3 285 | 3 241 | 3 351 | 3 650 |

| 1856  | 1861  | 1866  | 1872  | 1876  | 1881  | 1886  | 1891  | 1896  |
| ----- | ----- | ----- | ----- | ----- | ----- | ----- | ----- | ----- |
| 3 404 | 3 456 | 3 674 | 3 686 | 3 647 | 3 506 | 3 462 | 3 541 | 3 554 |

| 1901  | 1906  | 1911  | 1921  | 1926  | 1931  | 1936  | 1946  | 1954  |
| ----- | ----- | ----- | ----- | ----- | ----- | ----- | ----- | ----- |
| 3 527 | 3 656 | 3 525 | 3 371 | 3 071 | 2 982 | 3 004 | 2 963 | 3 112 |

| 1962  | 1968  | 1975  | 1982  | 1990  | 1999  | 2006  | 2007  | 2012  |
| ----- | ----- | ----- | ----- | ----- | ----- | ----- | ----- | ----- |
| 3 169 | 3 240 | 3 072 | 2 935 | 2 769 | 2 686 | 2 790 | 2 805 | 2 703 |

| 2017  | 2022  | - | - | - | - | - | - | - |
| ----- | ----- | - | - | - | - | - | - | - |
| 2 510 | 2 350 | - | - | - | - | - | - | - |

Le maximum de la population a été atteint en 1872 avec 3 686 habitants.

#### Pyramide des âges
La population de la commune est relativement âgée.
En 2018, le taux de personnes d'un âge inférieur à 30 ans s'élève à 22,7 %, soit en dessous de la moyenne départementale (36,4 %). À l'inverse, le taux de personnes d'âge supérieur à 60 ans est de 46,6 % la même année, alors qu'il est de 26,0 % au niveau départemental.
En 2018, la commune comptait 1 137 hommes pour 1 354 femmes, soit un taux de 54,36 % de femmes, largement supérieur au taux départemental (51,49 %).
Les pyramides des âges de la commune et du département s'établissent comme suit.
| Hommes | Classe d’âge | Femmes |
| ------ | ------------ | ------ |
| 1,8    | 90 ou +      | 6,4    |
| 12,1   | 75-89 ans    | 16,3   |
| 28,5   | 60-74 ans    | 27,6   |
| 19,9   | 45-59 ans    | 17,7   |
| 13,1   | 30-44 ans    | 11,1   |
| 11,9   | 15-29 ans    | 11,5   |
| 12,7   | 0-14 ans     | 9,5    |

| Hommes | Classe d’âge | Femmes |
| ------ | ------------ | ------ |
| 0,6    | 90 ou +      | 1,8    |
| 6,7    | 75-89 ans    | 9,4    |
| 17,2   | 60-74 ans    | 18,1   |
| 19,8   | 45-59 ans    | 19,1   |
| 18,2   | 30-44 ans    | 17,5   |
| 19,4   | 15-29 ans    | 18     |
| 18,2   | 0-14 ans     | 16,2   |

### Enseignement
La ville de Saint-Valery-sur-Somme possède des écoles maternelles et élémentaires ainsi qu'un collège d'enseignement secondaire, le « collège de la Baie de Somme ».

### Manifestations culturelles et festivités
Chaque année, la ville commémore le départ de Guillaume le Conquérant pour la conquête de l'Angleterre. Cette fête est organisée par l'association des Fêtes Guillaume le Conquérant, membre de la fédération française des fêtes et spectacles historiques. Pendant deux jours, des animations de rues, des échoppes, des personnes en costumes, des musiciens animent la vieille ville. [Quand ?]
Saint-Valery est partie prenante de la « Fête de la vapeur », manifestation ferroviaire unique en Europe par son ampleur et organisée par le chemin de fer de la baie de Somme. [Quand ?]
Chaque année depuis 2009, un festival de théâtre se déroule la dernière semaine de juin. Des artistes professionnels de tous horizons se retrouvent pour offrir au public des spectacles de qualité dans la vieille ville, cité des artistes de tous les siècles, tels Victor Hugo ou Anatole France. Un véritable moment festif où le public est convié dans les rues fleuries à suivre des acteurs au cœur des vieilles pierres.

### Santé
Le Centre hospitalier de la Baie de Somme est situé 33 quai du Romerel. Il est composé de plusieurs services :
- service de soins de suite et de réadaptation (SSR) ;
- service état végétatif chronique (EVC) ;
- unité de soins longue durée (USLD) ;
- maison d'accueil spécialisé (MAS) ;
- unité d'accompagnement et de soutien (UAS) ;
- établissements hospitaliers pour personnes âgées dépendantes (EHPAD).

Consultations externes :
- cardiologie ;
- gastro-ntérologie ;
- évaluation gériatrique ;
- urologie ;
- diététique ;
- service de soins infirmiers à domicile (SSIAD).

### Sports
La Transbaie est une course à pied de 15 km environ qui consiste à effectuer le trajet aller-retour Saint-Valery – Le Crotoy à travers la baie à marée basse. Elle se déroule au printemps et rassemble plusieurs milliers de sportifs amateurs.
La 33e édition est organisée le 30 mai 2021
Le FC Saint-Valery Baie de Somme Sud est le club de football de la ville. Il évolue en Régional 3 au stade Charles-Caudron.

### Cultes
- Culte catholique : la commune possède une église paroissiale.

## Économie

### Activités économiques et de services
L'activité traditionnelle de pêche subsiste encore bien qu'en très net déclin.
Les activités de commerce, artisanat, banque, hôtellerie-restauration et autres services touristiques dominent aujourd'hui l'économie valericaine.
La ville dispose d'un hôpital, d'établissements scolaires : maternelles, primaires et collège, ainsi que de la station d'études en Baie de Somme de l'université de Picardie Jules-Verne (UPJV).

### Port
Saint-Valery-sur-Somme est un port de plaisance et de pêche.
La pêche est une activité en déclin du fait de l'ensablement inexorable de la baie. L'ensablement oblige les pêcheurs à aller au large et à quitter la baie, ce qui raccourcit d'autant la durée de la journée de pêche. La navigation dans le chenal est de plus en plus difficile pour les chalutiers.
La plaisance se développe de plus en plus et les voiliers ou bateaux à moteur remplacent de plus en plus les bateaux de pêche.

## Culture locale et patrimoine

### Lieux et monuments
- Le baliseur Somme II, construit à Arcachon en 1950, est géré par l'association Somme II[65].

En restauration pendant quelques années sur un chantier naval de Lorient, il est de retour à son port d'attache depuis la fin du printemps 2009 et propose des sorties pédagogiques en baie de Somme et sur le canal jusqu'à Abbeville.
Le Somme II fait l'objet d'un classement au titre des monuments historiques depuis le 26 mai 2000.

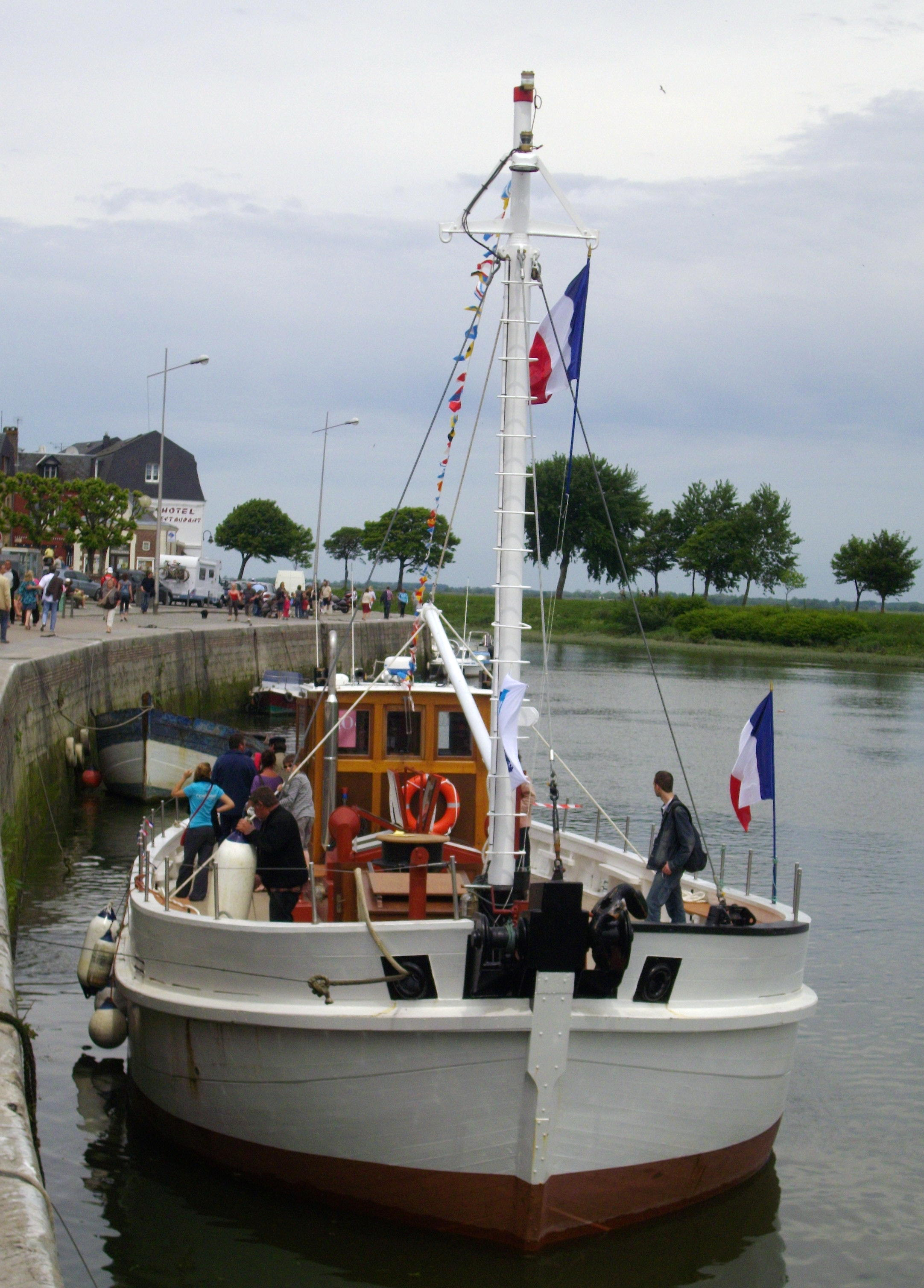
Le Somme II (23 mai 2009).
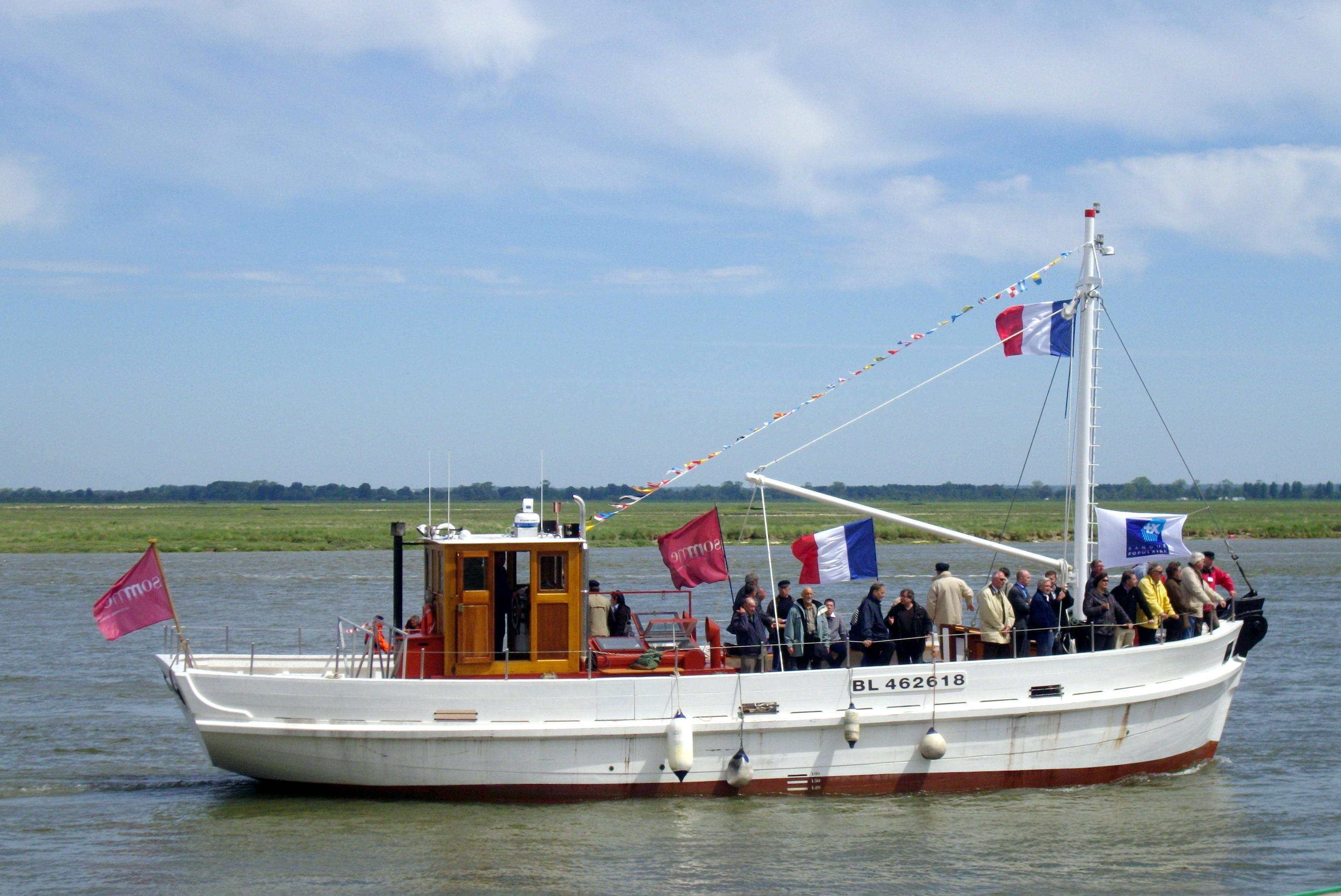
Somme II.
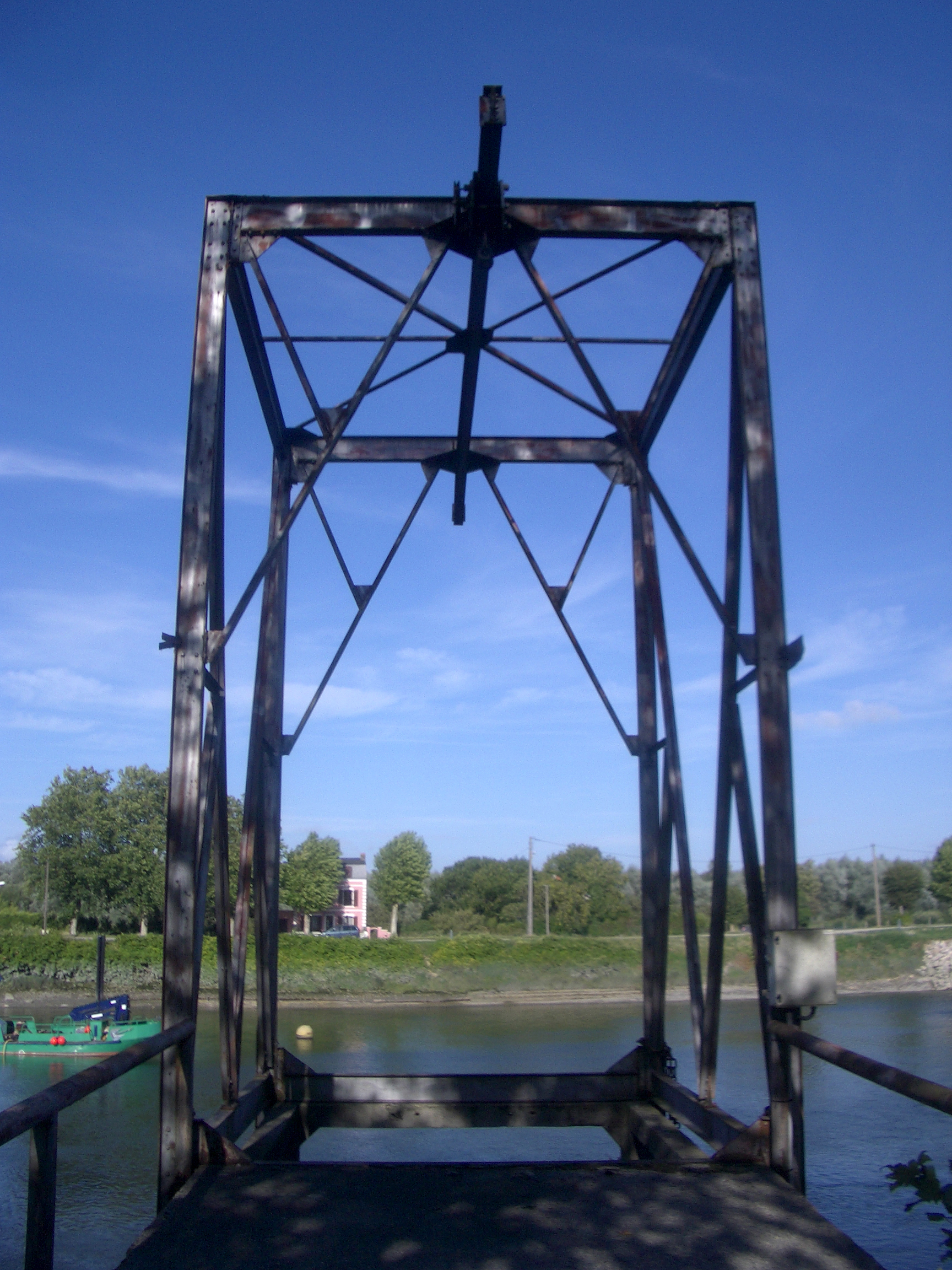
Quai de chargement des bouées pour le baliseur, face à la DDE maritime.

- L'écluse à la mer[66],[67], qui contrôle le débouché de la Somme.

- Le phare

- Fortifications

Des fortifications, il subsiste la porte Guillaume, la porte de Nevers, la tour de pierre où, dit la tradition, Jeanne d'Arc fut détenue, la tour Harold où la tradition raconte qu'Harold, seigneur anglais, fit naufrage et fut prisonnier dans cette tour vers 1055 ; et le château, à l'intérieur de la vieille ville fortifiée.

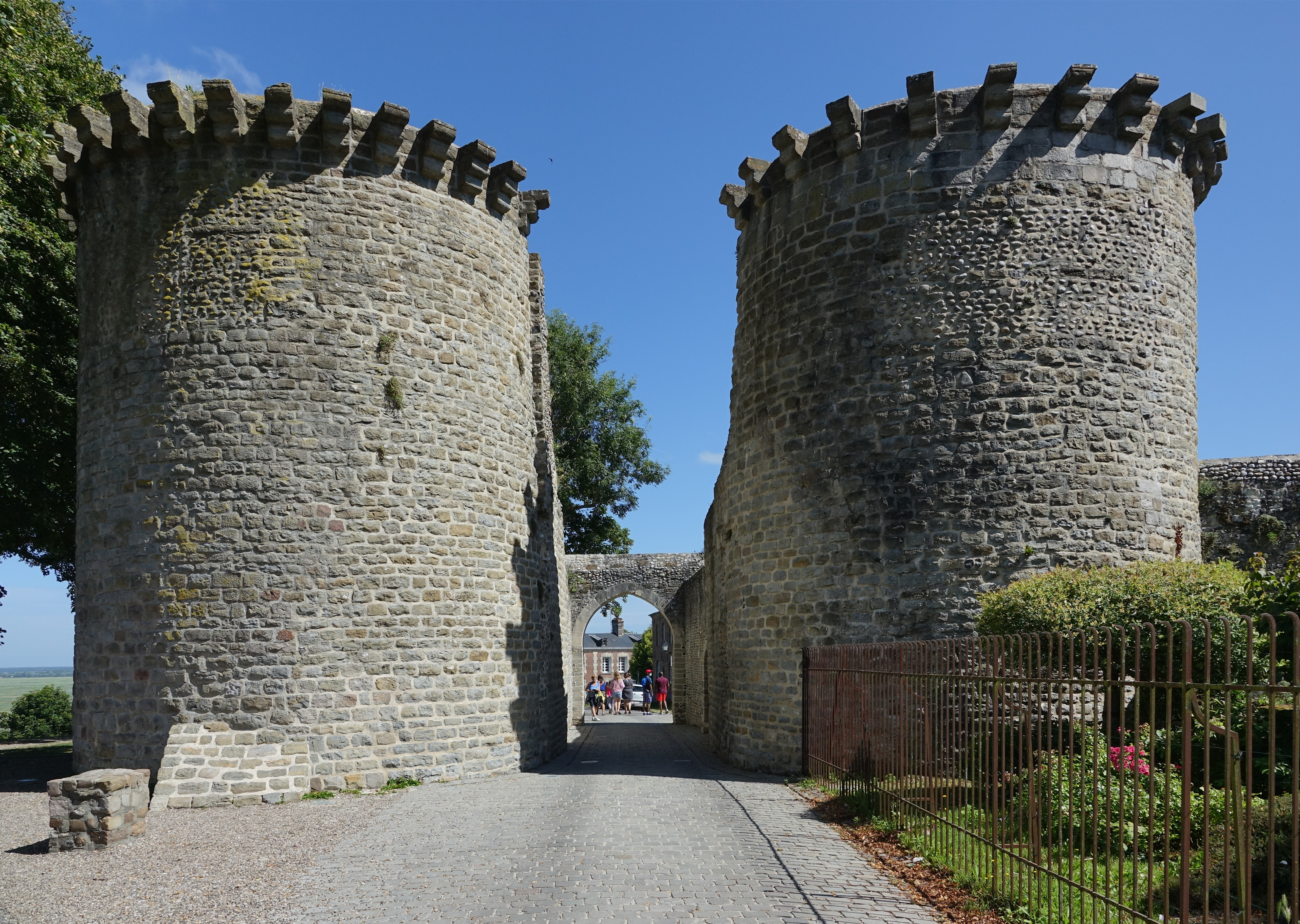
Les tours Guillaume et la porte du haut.
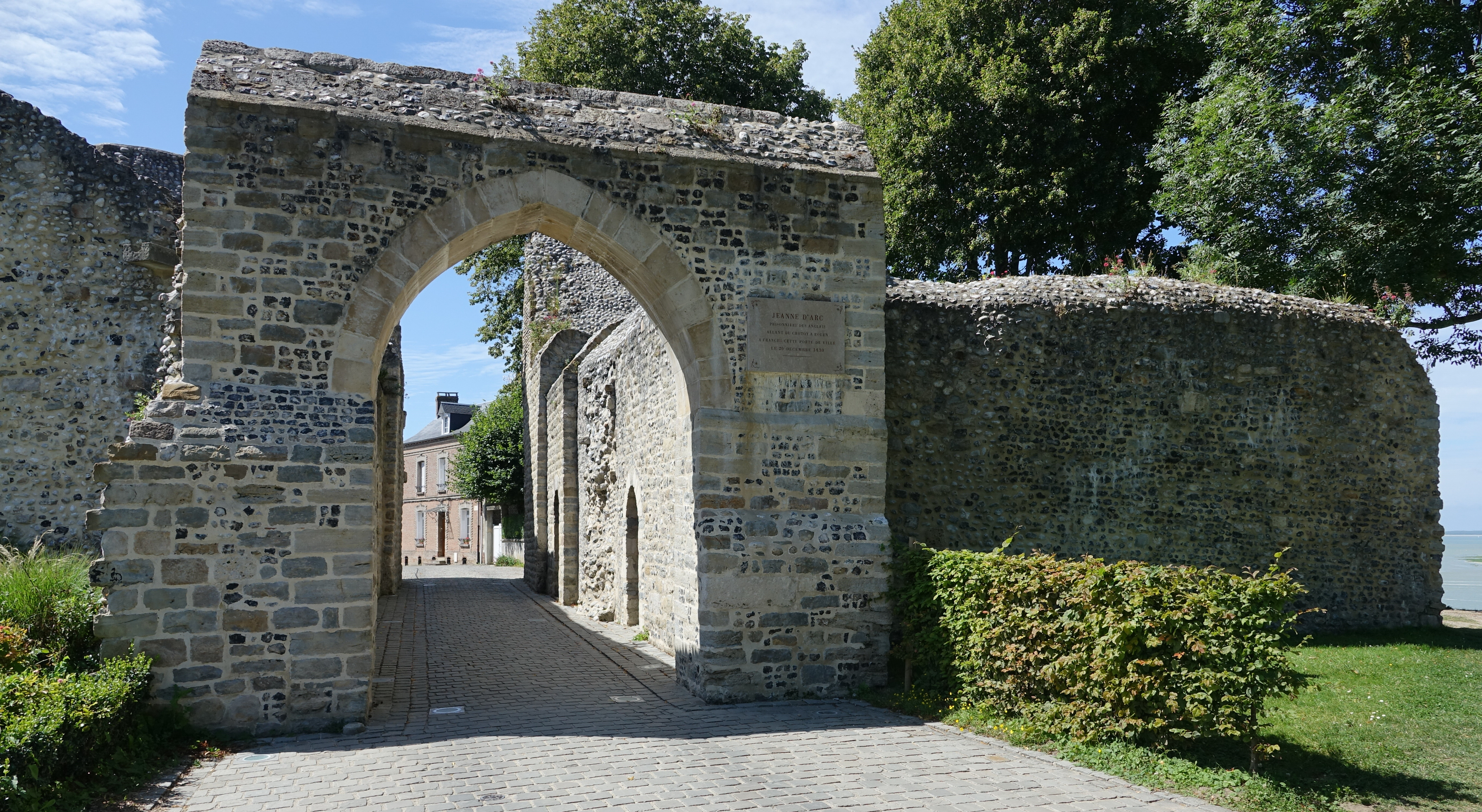
La porte Guillaume de l'autre côté.
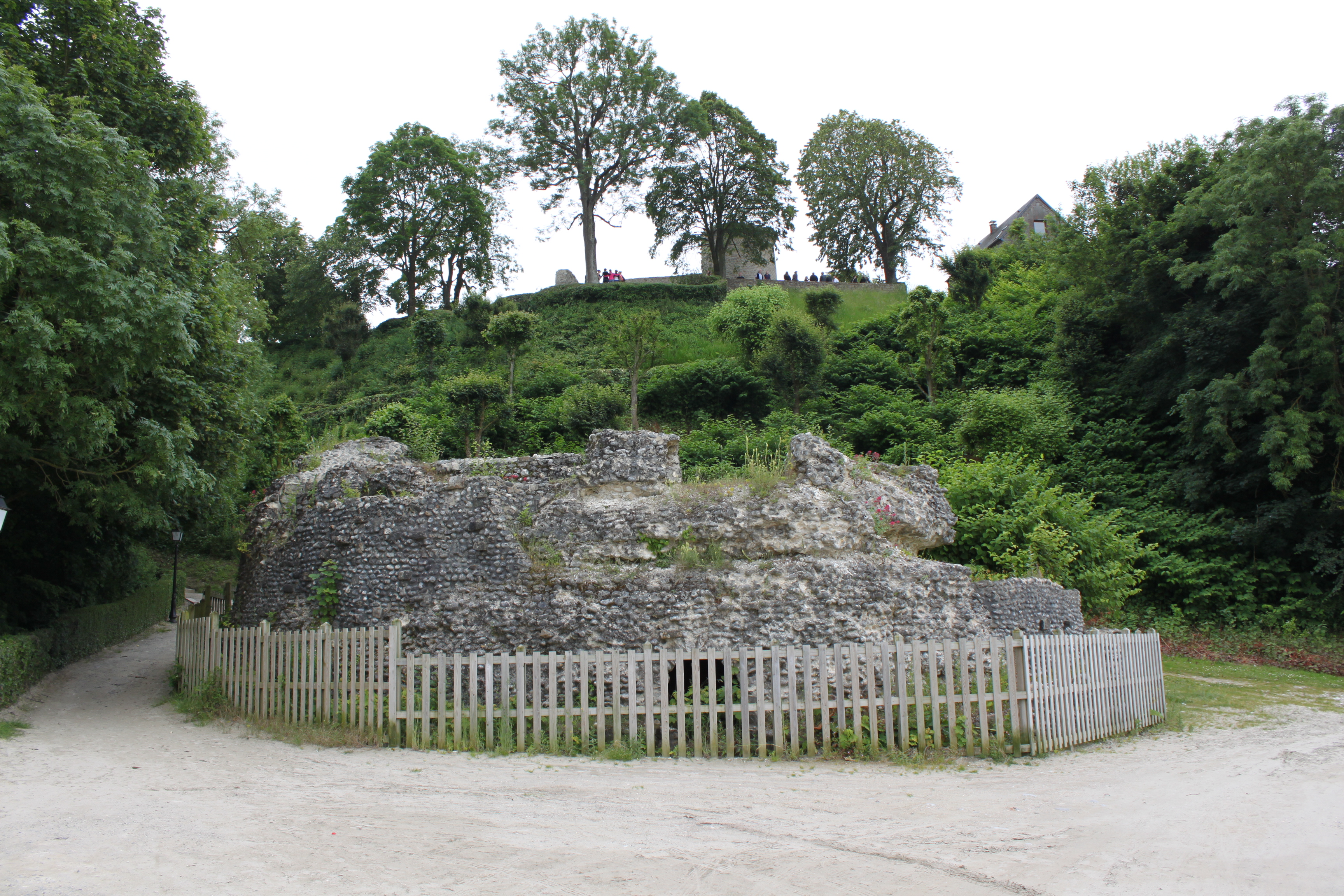
La tour Harold.
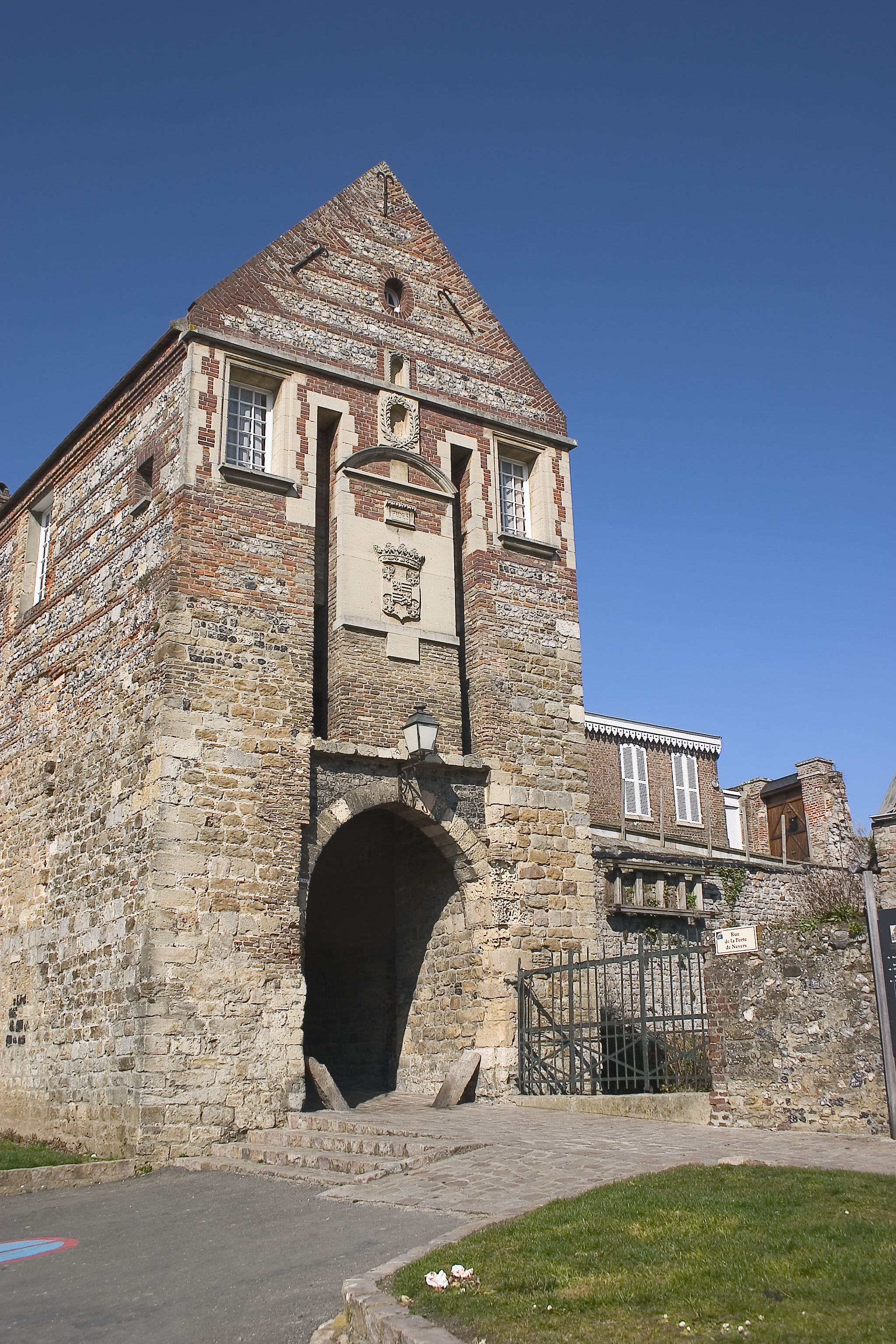
Porte de Nevers.

- Église Saint-Martin

L'église paroissiale fut construite au XIIIe siècle en damiers de silex et de pierre calcaire, caractéristiques du littoral picard. Sa position sur le rempart de la ville haute, son clocher, lui donnent un aspect pittoresque. Elle est composée de deux nefs jumelles séparées par de grandes arcades gothiques. Elle fut dévastée par les combats entre Français et Anglais pendant la guerre de Cent Ans et entre Français et Bourguignons sous le règne de Louis XI. Elle fut en grande partie reconstruite à la fin du XVe siècle.
- Chapelle des marins

La chapelle, dite des marins, est située sur les hauteurs du cap Hornu. Sa toute première construction a été réalisée en 628 par saint Blimont à l'emplacement de la sépulture de Valery, apôtre du Vimeu. Elle connut une première reconstruction en 1675, puis fut remplacée par une nouvelle chapelle construite en 1878. Le sanctuaire a totalement été rénové en 2013 sous l'égide du Patrimoine de France.
La chapelle, de style néogothique, présente des murs en damiers de pierre blanche et de silex. Son clocher est surmonté d'un goéland. À l'intérieur le tympan est sculpté en plein bois et sur ses murs on peut voir de nombreux ex-voto. Saint Fiacre, patron des jardiniers et gens de culture, y est également célébré.
- L'abbaye

L'abbaye de Saint-Valery-sur-Somme est la plus ancienne du diocèse d'Amiens. La communauté monastique fondée par saint Valery au VIIe siècle était inspirée du colombanisme. Elle possédait principalement des terres aux alentours, en Artois et en Flandre, mais aussi en Bretagne et en Angleterre. Elle disparut à la Révolution française. L'église abbatiale vendue devint carrière de pierre. Aujourd'hui ne subsiste que la maison conventuelle, propriété privée. On peut encore voir dans le parc divers éléments d'architecture (classés MH) et son mur d'enceinte en damier (silex et calcaire).
- Calvaire des marins

Érigé en hommage à ceux-ci, on y trouve une ancre décorée de fleurs. Tout en haut d'un piquet en fer, est indiquée la direction des vents. On peut voir les drapeaux anglais, français, américain et canadien. Le calvaire a été restauré en 1991 par Pèlerin magazine. À côté, se trouve un oratoire dédié à la gloire de Dieu et de Marie. La descente par le quartier des marins pêcheurs s'appelle le Courtgain, parce que les pêcheurs gagnent le plus souvent juste de quoi survivre.
- Statue de la Roche Madone

Non loin du quartier des marins, on peut admirer la statue de la roche Madone, patronne des marins pêcheurs.

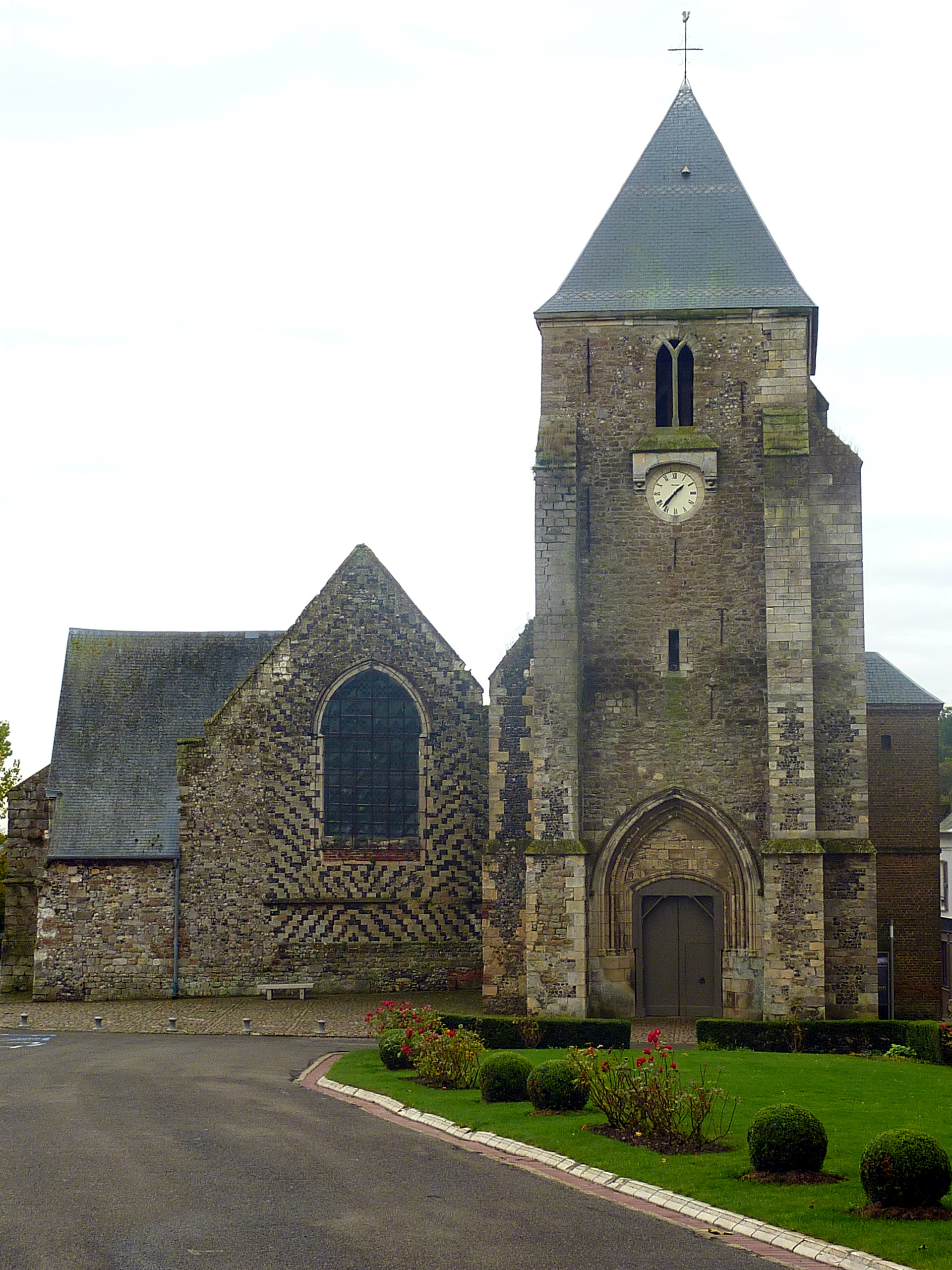
L'église Saint-Martin.
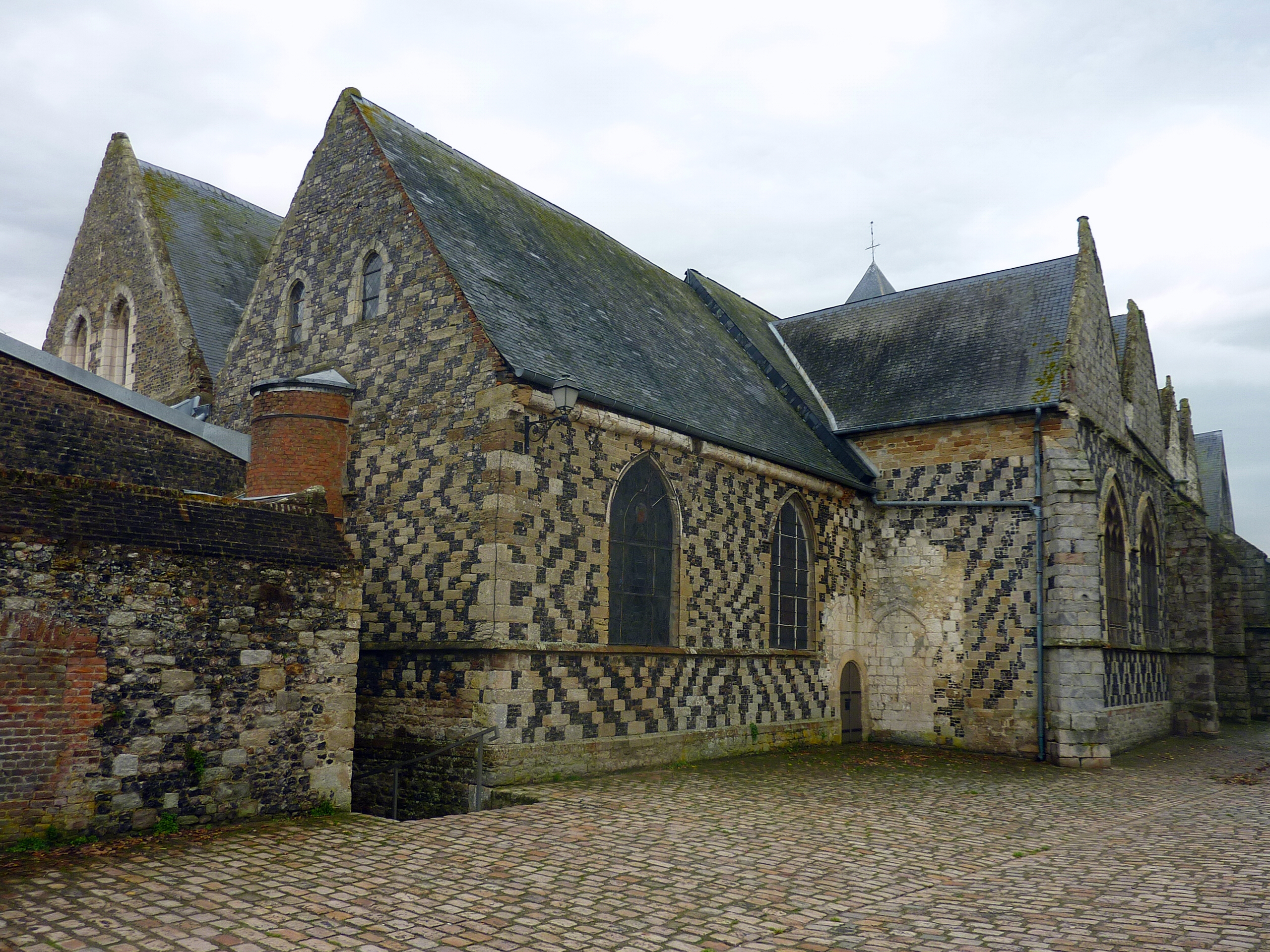
L'église Saint-Martin.
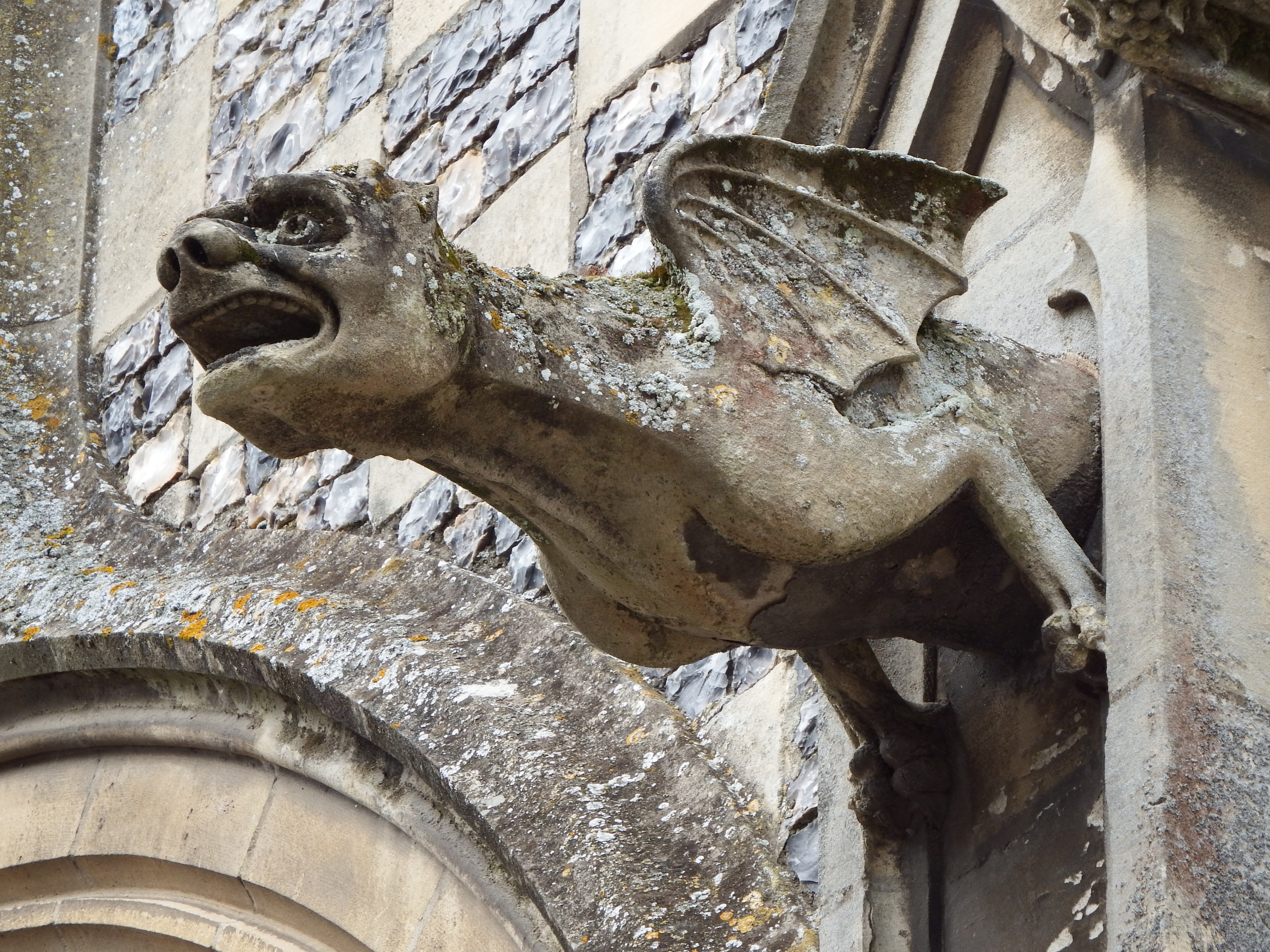
Gargouille de l'église Saint-Martin.
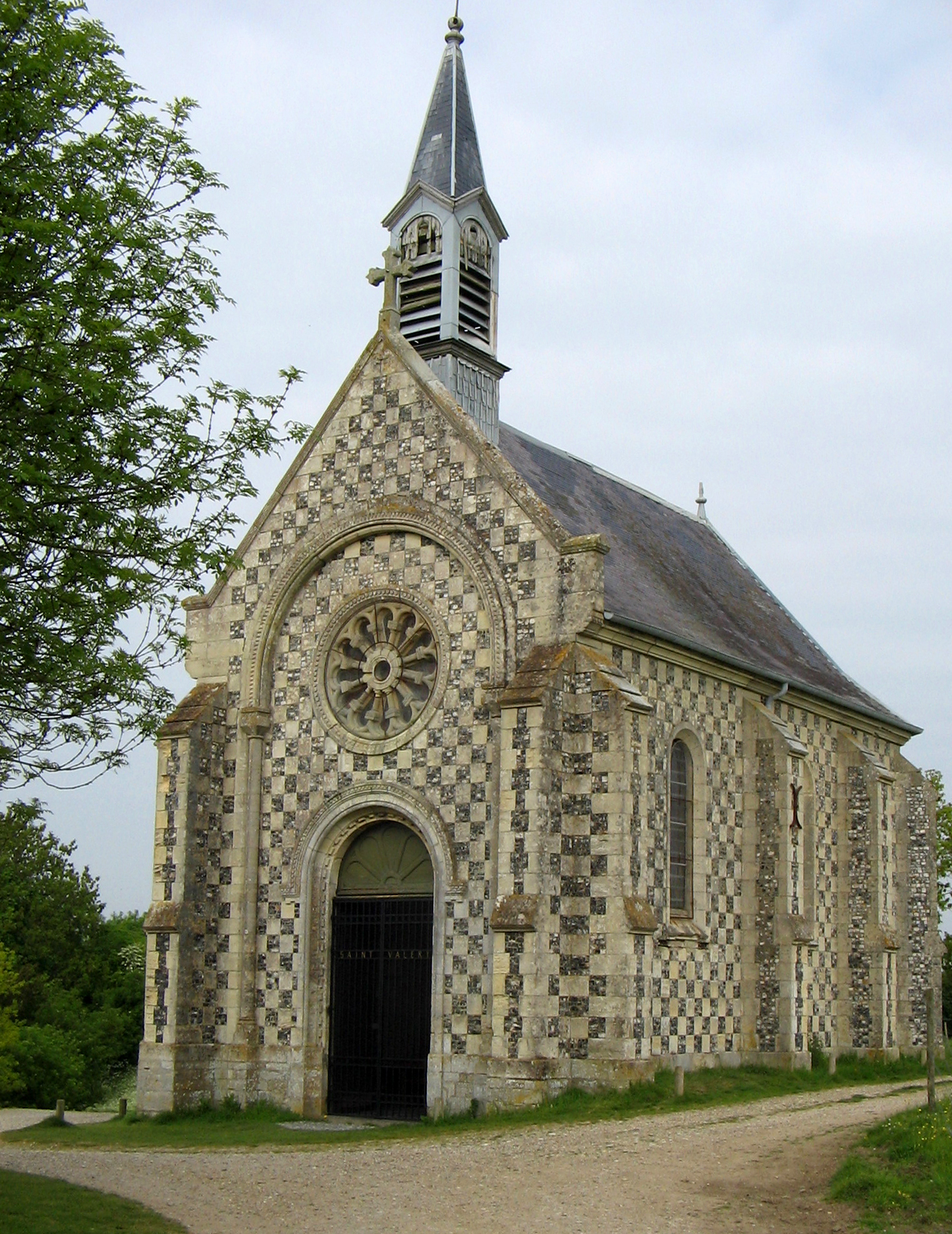
La chapelle des marins.
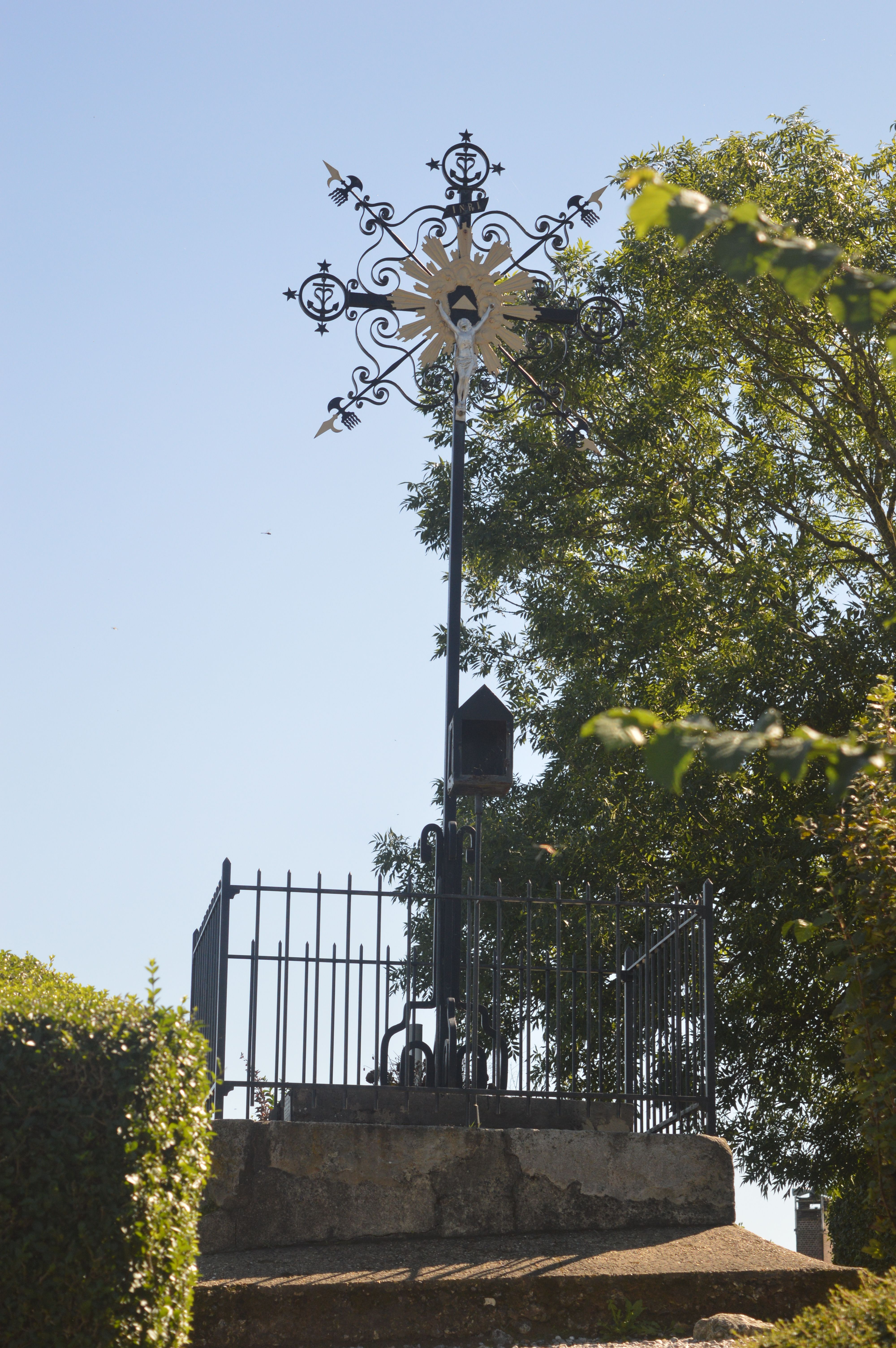
Le calvaire des Marins.

- Entrepôt des sels

Sur le quai Lejoille, un autre vieux bâtiment est l'entrepôt des sels. Il date de 1736 et pouvait stocker jusqu'à 20 000 tonnes de sel. Saint-Valery approvisionnait la Picardie, l'Artois, la Champagne et la Bourgogne. Ne pas confondre avec le grenier à sel qui se trouvait dans la vieille ville.
En 2019, l'entrepôt a été entièrement rénové.
- Maison où résida Anatole France

Sur la balise du port, rouge et blanche, on peut également voir son nom. Il y a aussi une plaque en hommage à Anatole France.
- Tribunal de commerce

Parmi les bâtiments anciens de Saint-Valery, nous avons le tribunal du commerce. Il servait à traiter les litiges entre commerçants. Il est situé dans l'actuelle rue commerçante, la rue de la Ferté qui vient du latin firmitas.
- Stèle à Guillaume le Conquérant

Une stèle a été érigée en hommage à Guillaume de Normandie qui partit de Saint-Valery pour la conquête de l'Angleterre en 1066. Le décor gravé est l'œuvre de Josette Hébert-Coëffin.

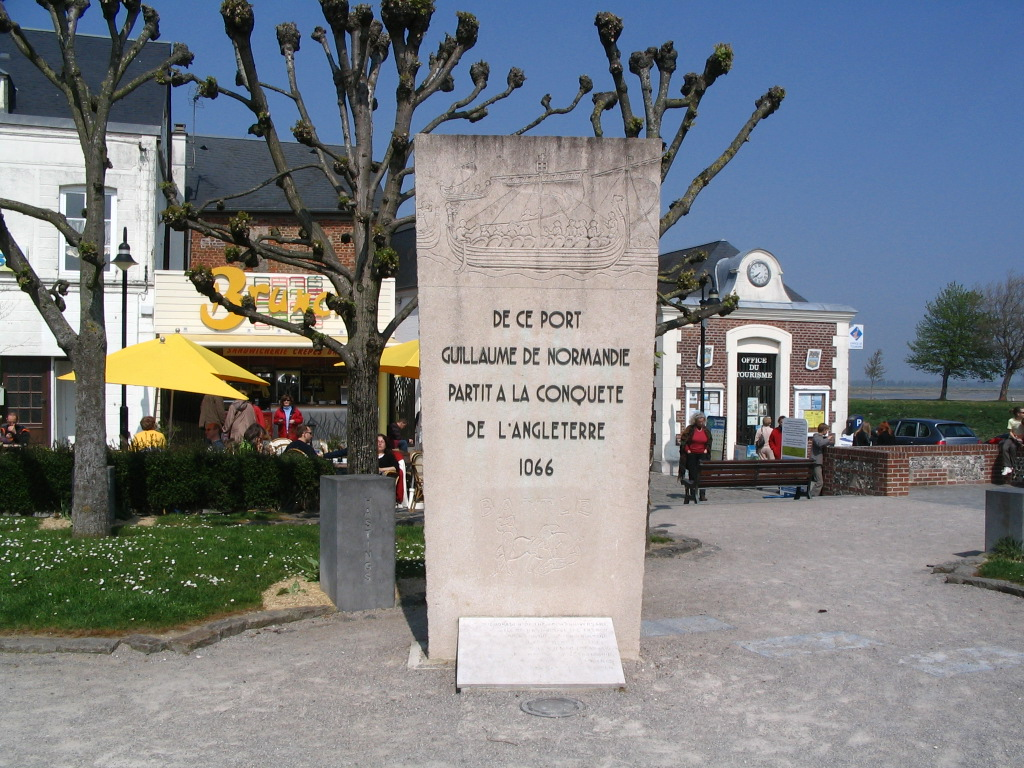
La stèle à Guillaume le Conquérant.
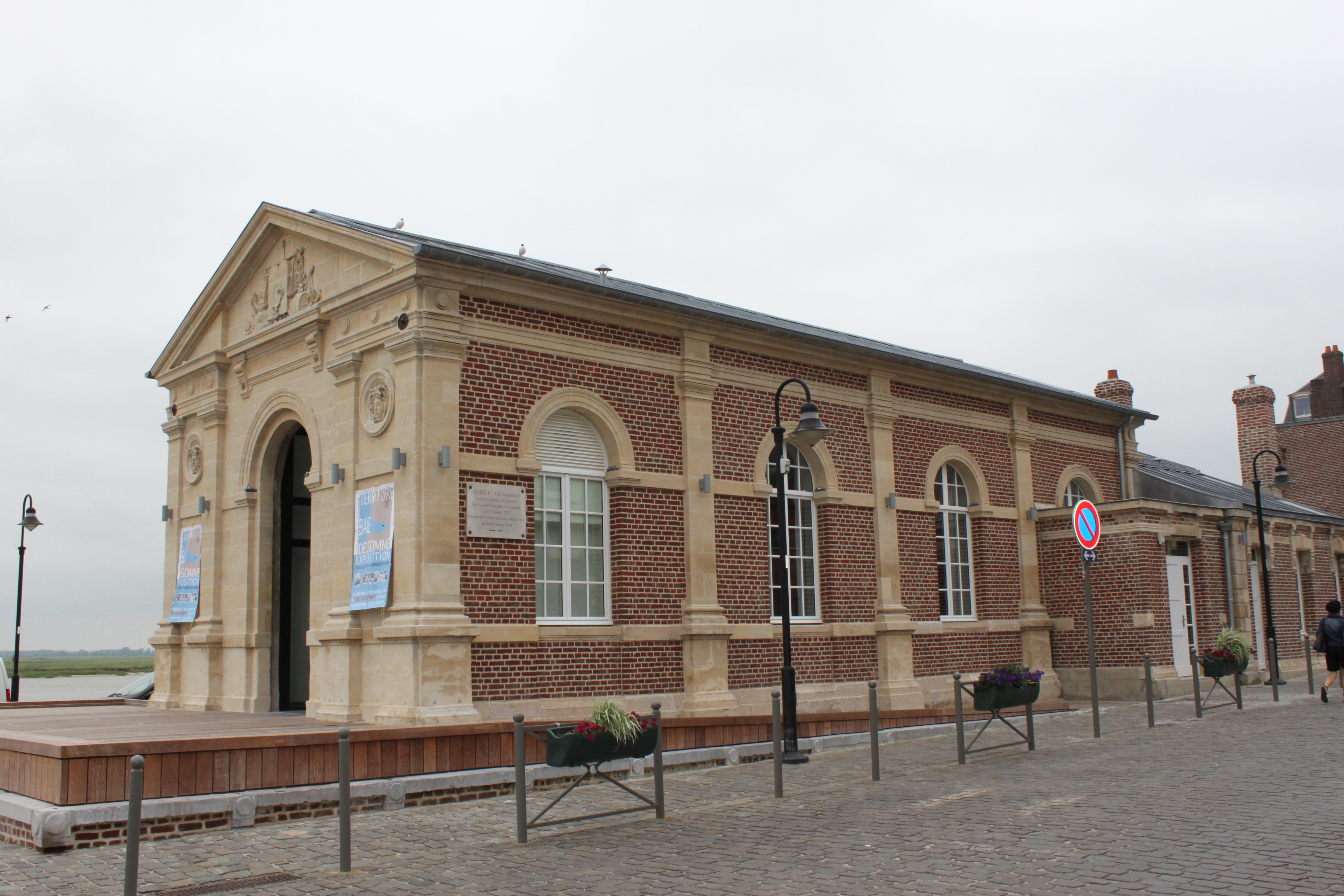
Le tribunal de commerce.
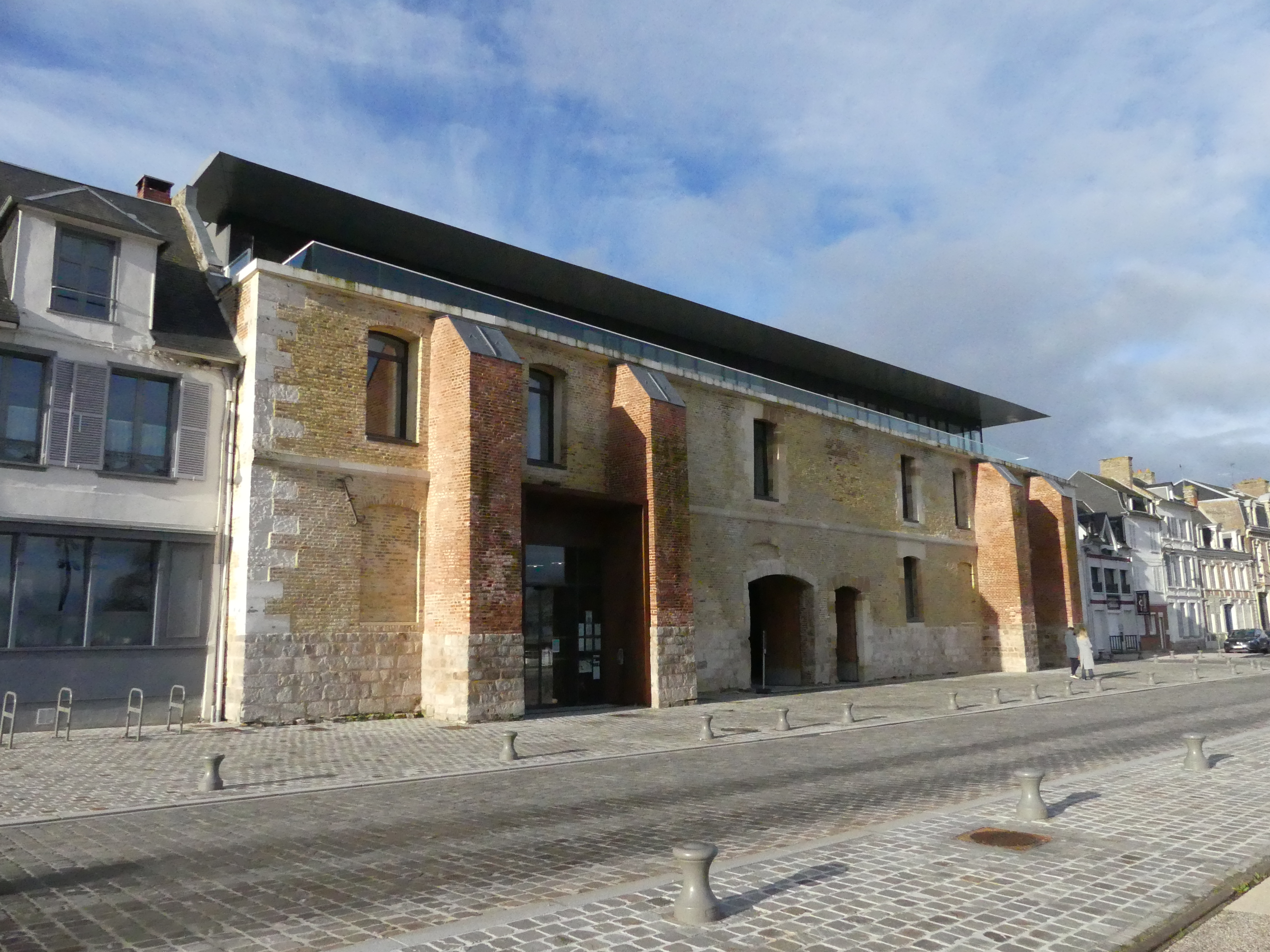
La façade de l'entrepôt aux sels sur les quais du canal de la Somme, après restauration, décembre 2020.

- Herbarium des Remparts, labellisé « jardin remarquable »

On peut y voir un arbre remarquable : le sureau lacinié (sambucus nigra laciniata) ; des arbres fruitiers : poiriers, pommiers, néfliers, cognassiers ; des arbustes : pittosporum, arbousiers, argousiers, figuiers, mimosa… des plantes vivaces et annuelles.
- L'hôtel-Dieu

La chapelle de l'hôpital conserve plusieurs objets ou œuvres d'art protégés en tant qu'objet aux monuments historiques : un bas-relief représentant la Mise au tombeau (XVIe siècle), un reliquaire du XVIIe siècle, décor mural brodé (XVIIe siècle), tableaux du XVIIe siècle représentant la Résurrection ; la Vierge à l'Enfant, sainte Geneviève, saint : jésuite ; Saint Bernard d'Abbeville ; Le quartier de la Ville-Haute (XVIIIe siècle)...

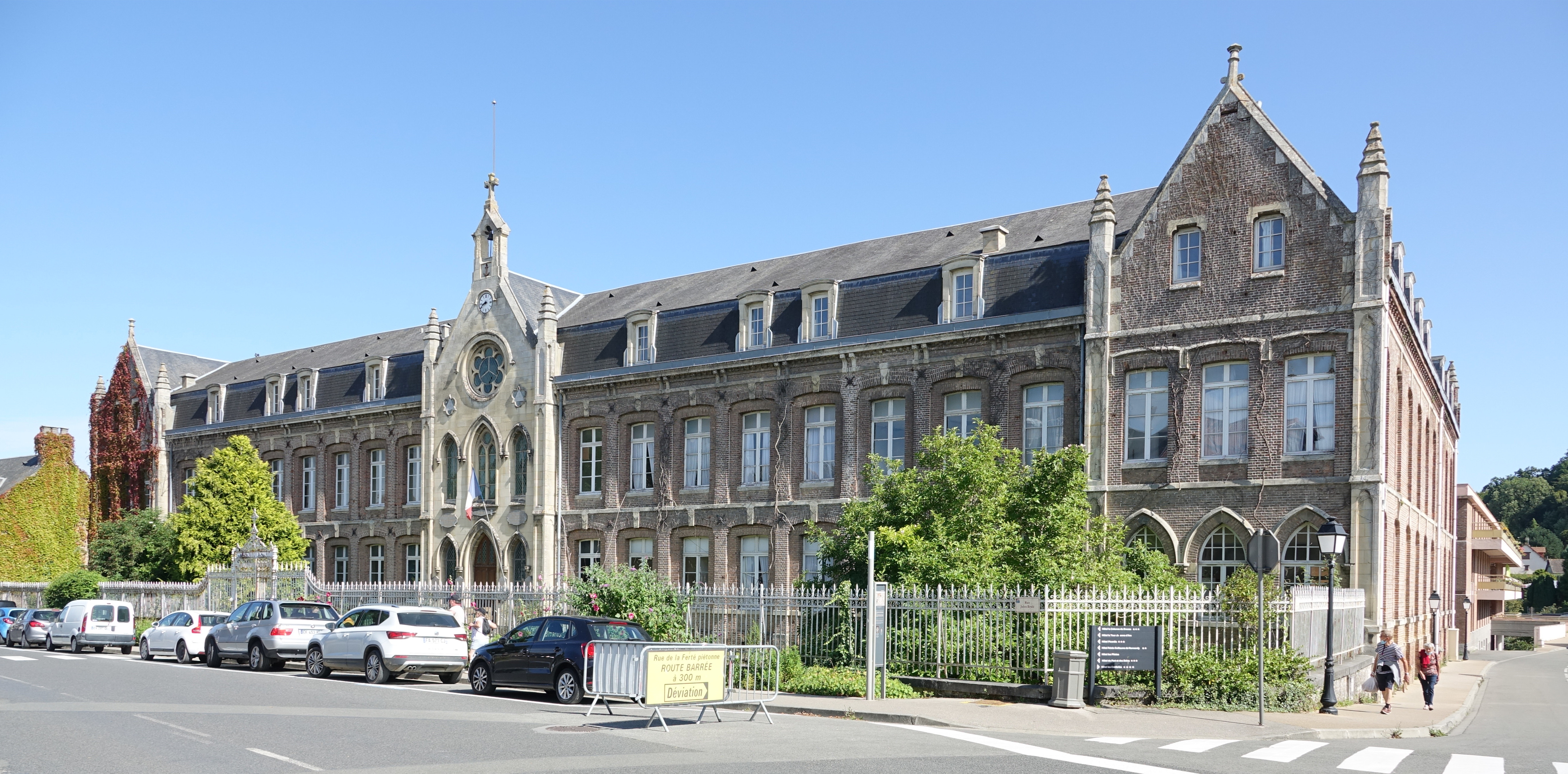
L'hôtel-Dieu.

- Un petit « coin des menteurs » donne l'orientation, il est nommé ch'coin Minteux car les pêcheurs avaient l'habitude de s'y réunir et de mentir sur leurs prises qui devenaient beaucoup plus grosses.

- Le musée Picarvie est un musée privé d'arts et traditions populaires qui retrace la vie rurale en Picardie maritime aux XIXe et XXe siècles. Il restitue à travers plus de 6 000 vieux outils les anciens métiers : tourbier, paysans, travail du lin… Reconstitution de l'intérieur d'une maison picarde traditionnelle, d'ateliers d'artisans, d'une ferme, d'un bistrot, d'une salle de classe…

### Société savante
La Société d'histoire et d'archéologie de Saint-Valery-sur-Somme, du Ponthieu et du Vimeu est une société savante fondée en 1962 qui effectue des recherches sur l'histoire locale, édite un bulletin annuel et organise des conférences et des expositions.

### Saint-Valery-sur-Somme et les arts

#### Chanson
Alain Souchon mentionne discrètement Saint-Valery au début de sa chanson On avance : « Des villas, des mimosas au fond de la baie de Somme… ». Dans sa chanson « Âmes fifties », il évoque ses vacances, enfant, « sur la plage du Crotoy, en face de Saint-Valery ».

#### Opéra-comique
L'action de La Dormeuse éveillée, l'opéra-comique d'Edmond Audran sur un livret d'Alfred Duru et Henri Chivot se déroule dans la commune.

#### Littérature
Victor Hugo a daté son célèbre poème Oceano Nox (recueil Les Rayons et les Ombres) de Saint-Valery-sur-Somme.
Anatole France y rédigea un recueil de souvenirs de son enfance, Pierre Nozière (1899).
Philippe de Saint Robert (1934), a situé son roman La Même Douleur démente à Saint-Valery. Il séjourne régulièrement dans la commune.

#### Peinture

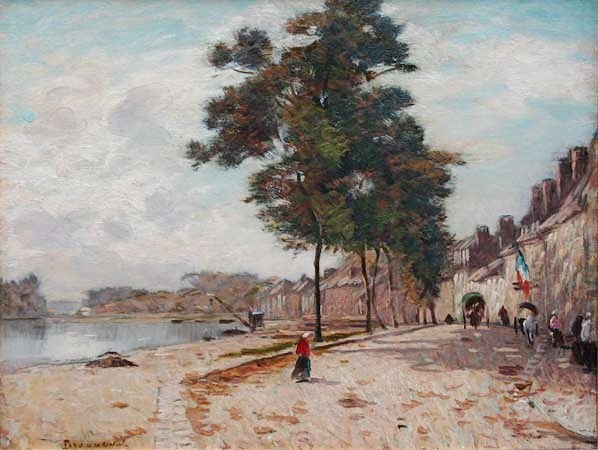
Le port de Saint-Valery-sur-Somme, Louis Braquaval, © 1900.
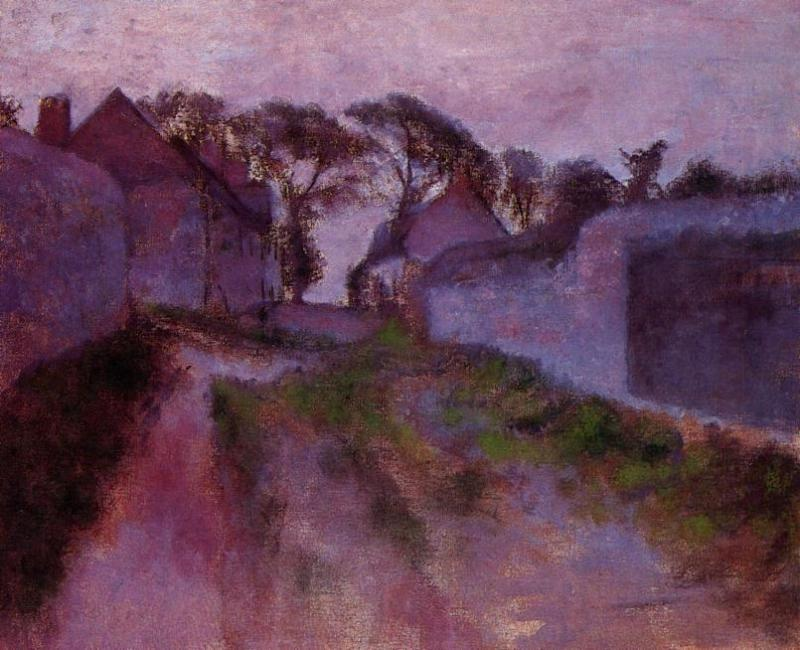
À Saint-Valery-sur-Somme, Edgar Degas.

Les Tableaux d'Eugène Boudin
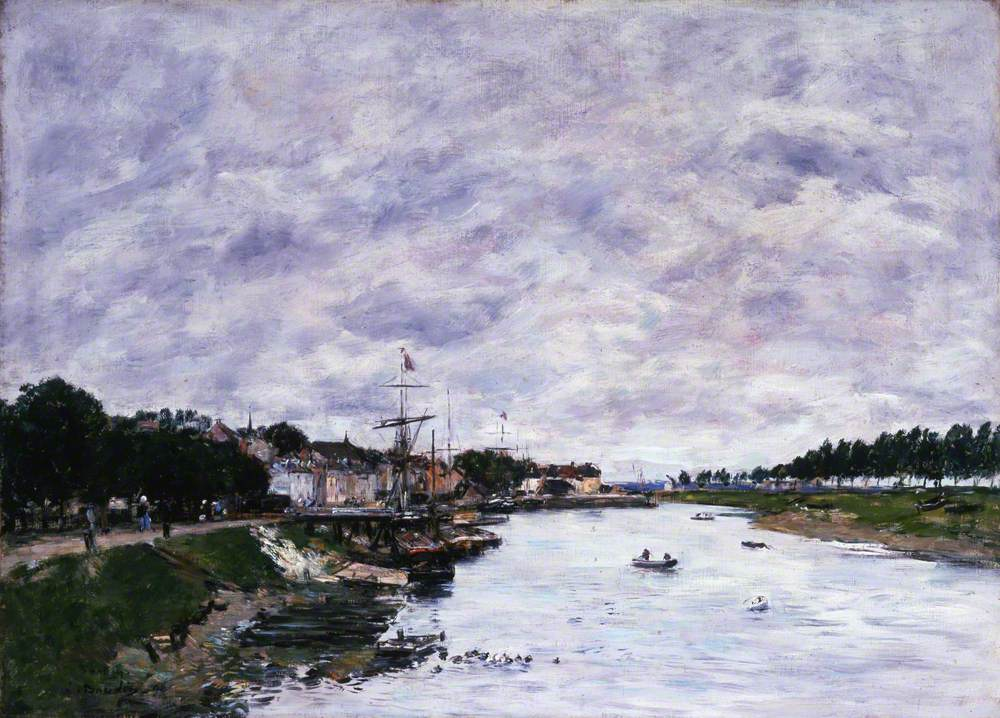
Saint-Valery-sur-Somme, 1890 Aberdeen, Art Gallery
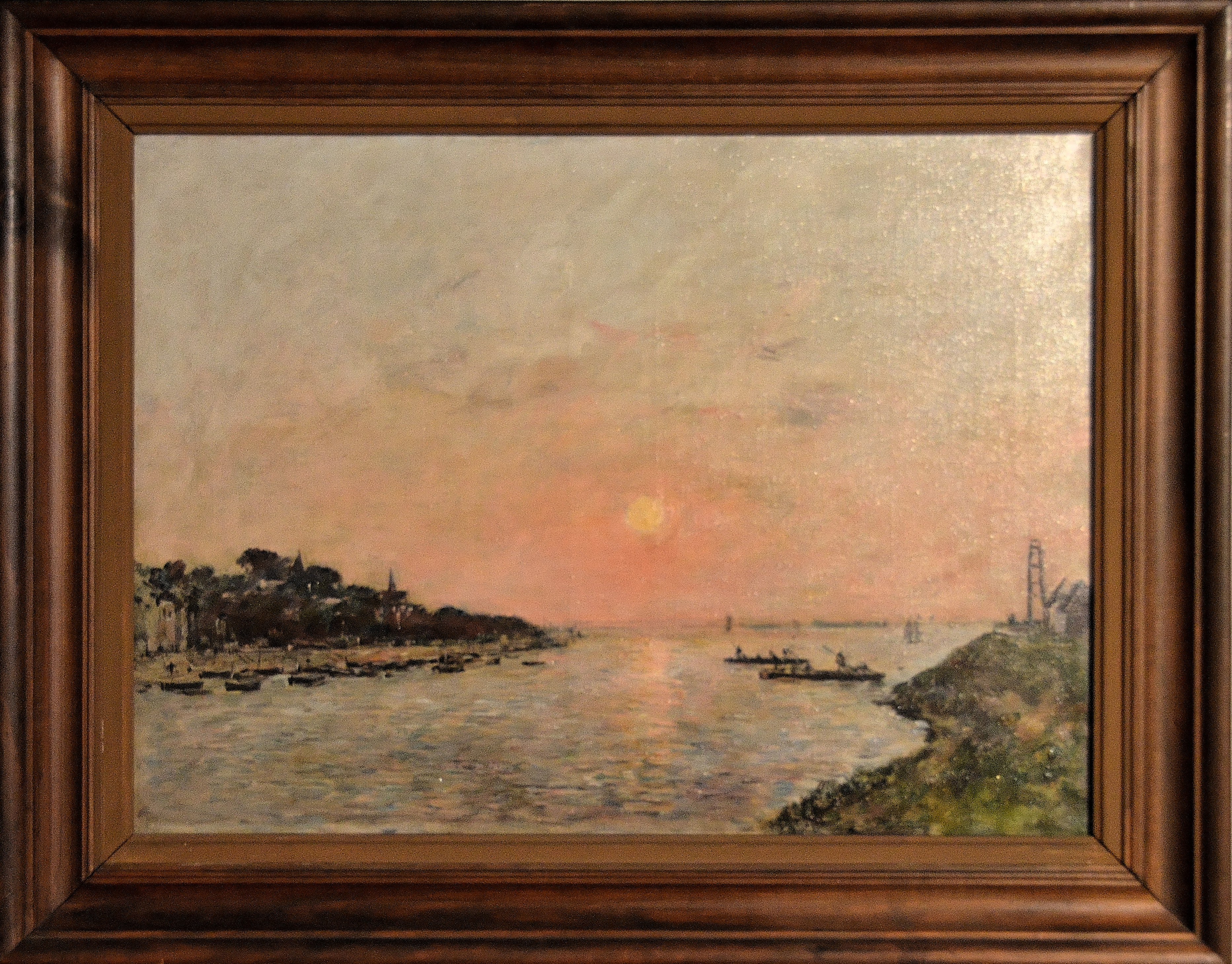
Coucher de soleil, Saint-Valery-sur-Somme, 1890 Château-musée de Boulogne-sur-Mer
Vue sur le port de Saint-Valery-sur-Somme, 1891 Cleveland Museum of Art
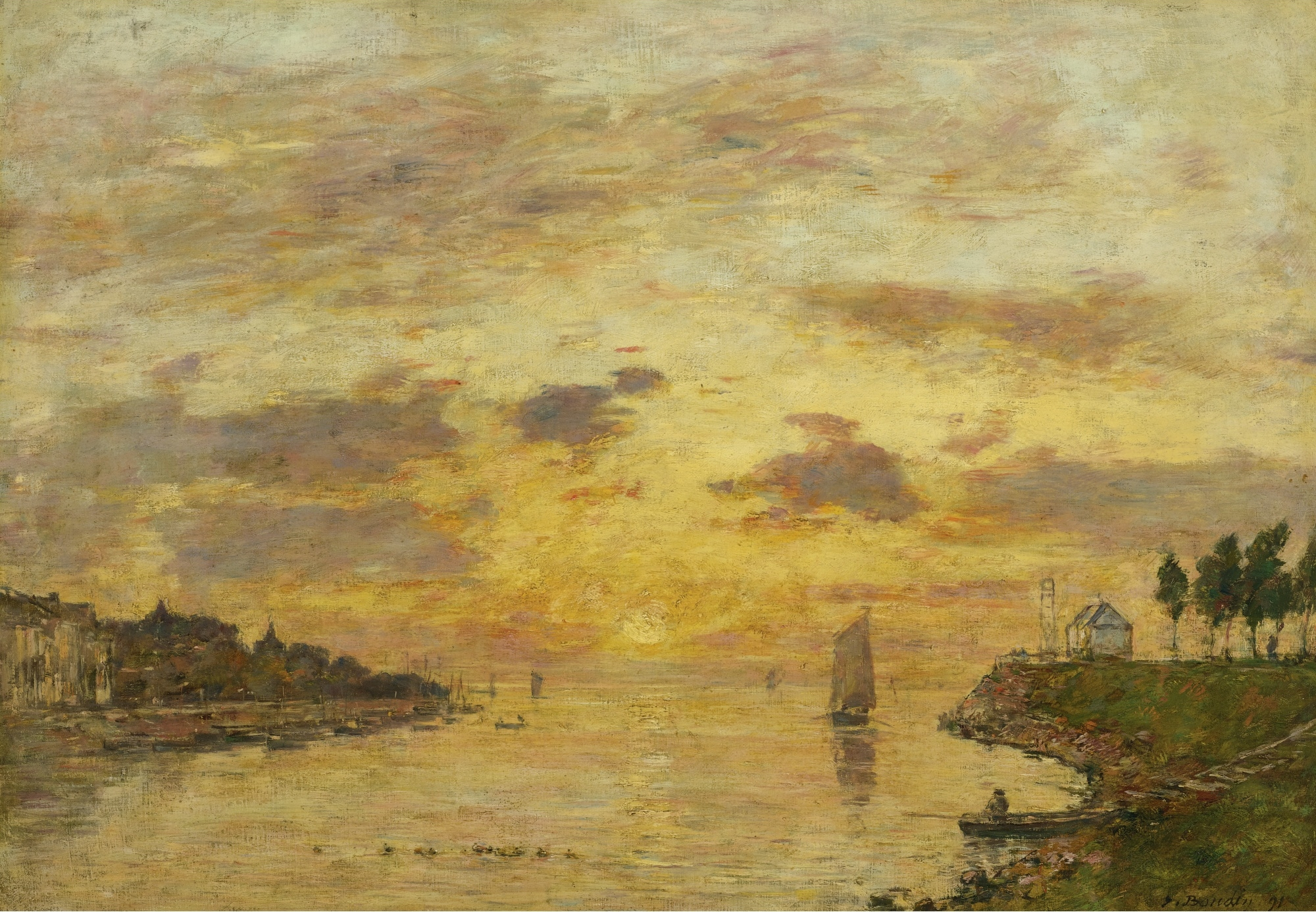
Saint-Valery-sur-Somme. L'Embouchure de la Somme, 1891 Collection privée, Vente 2011

### Personnalités liées à la commune
- Guillaume le Conquérant (1027-1087) se réfugia, avec sa flotte, à Saint-Valery, avant de voguer à la conquête de l'Angleterre.
- Harold II d'Angleterre (v. 1022-1066), comte de Wessex, dernier roi anglo-saxon, tué à la bataille d'Hastings, prisonnier vers 1055 dans la tour qui porte désormais le nom de tour Harold.
- Jeanne d'Arc (1412-1431) y fut détenue un temps avant d'être emmenée à Rouen.
- Jean Barbet (1591-1654), architecte et maître-maçon, né à Saint-Valery-sur-Somme.
- Jacques-Philippe Lallemant (1660-1748), théologien, polémiste, journaliste et critique littéraire jésuite. Il est né à Saint-Valery-sur-Somme.
- Louis-Jean-Nicolas Lejoille (1759-1799), officier de marine, né à Saint-Valery-sur-Somme.
- Jean-Baptiste Perrée dit l'Intrépide (1761-1800), marin, né à Saint-Valery-sur-Somme.
- Émile Vuigner (1785-1865), ingénieur né et mort à Saint-Valery-sur-Somme.
- Louis Braquaval (1854-1919), peintre, y possédait une maison où séjournèrent les peintres : Eugène Boudin, Edgar Degas… Il est mort à Saint-Valery-sur-Somme.
- Jean Petithuguenin (1878-1939), romancier et traducteur, est né à Saint-Valery-sur-Somme où son père était pharmacien rue de la Ferté.
- Fernande Barrey (1893-1960), modèle et peintre, est née à Saint-Valery-sur-Somme.
- André Hurtevent (1906-1988), footballeur international et entraîneur français, est mort à Saint-Valery-sur-Somme.
- Paul Petit, peintre, est né, a vécu, est mort à Saint-Valéry. Son œuvre est liée à la baie de Somme.
- Robert Tyrakowski (1944-2008), footballeur et entraîneur français, entraîneur de l'équipe du village lors de la saison 1985-1986.

### Héraldique
| Blason de Saint-Valery-sur-Somme | Blason  | D'azur à une nacelle d'or désemparée sans rames ni voile ni mat, voguant sur des ondes d'argent, au chef d'azur semé de fleurs de lis d'or à la bordure componée d'argent et de gueules. |
| Blason de Saint-Valery-sur-Somme | Détails | Devise : - Fides (loyauté) Support : - deux branches de laurier de sinople liées d'un ruban de gueules. Ornements extérieurs : - Croix de guerre 1939-1945 avec étoile d'argent. Citation à l'ordre de la division du 11 novembre 1948 : « Vaillante commune déjà éprouvée en 1940, qui n'a cessé par la suite de témoigner de son patriotisme et de sa foi dans la victoire. En partie détruite, 27 civils tués, 3 morts en captivité, 12 déportés dont 5 morts pour la France. A apporté une aide précieuse aux parachutistes alliés, les aidant à rejoindre l'Angleterre. A supporté dignement ses pertes et s'est remise avec foi au travail ». Ce blason a été adopté par une délibération de l'échevinage du 27 janvier 1725. Cependant les armes de la ville sont plus anciennes ; en 1601, les armoiries de la ville étaient légèrement différentes : « ung battiau sans mat et au dessus ung fleur de lys ». |